# Art de Catalunya

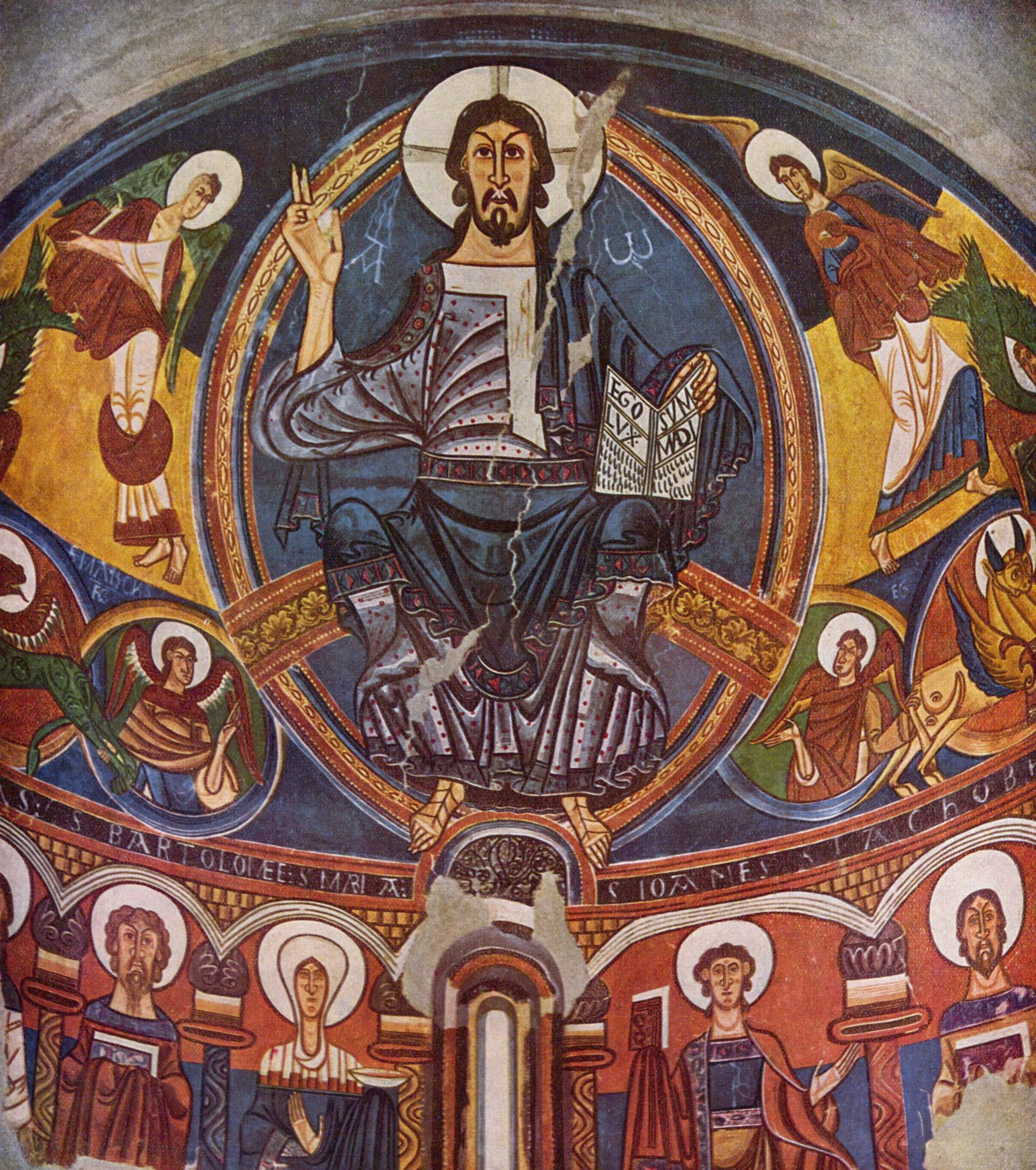
Pantocràtor de Sant Climent de Taüll, al MNAC

L'art de Catalunya ha tingut una evolució paral·lela a la de la resta de l'art europeu, seguint de manera diversa les múltiples tendències que s'han anat produint en el context de la història de l'art occidental. L'art ha estat, des de sempre, un dels principals mitjans d'expressió de l'ésser humà, mitjançant el qual expressa les seves idees i sentiments, la forma com es relaciona amb el món. La seva funció pot variar des de la més pràctica fins a la més ornamental; pot tenir un contingut religiós o simplement estètic, pot ser durador o efímer.
Al llarg de la història, Catalunya ha acollit diverses cultures i civilitzacions, que han aportat el seu concepte de l'art i hi han deixat el seu llegat. Cada període històric ha tingut unes característiques concretes i definibles, comunes a altres regions i cultures, o bé úniques i diferenciades, que han anat evolucionant amb el pas del temps. D'aquí surten els estils artístics, que poden tenir un origen geogràfic o temporal, o fins i tot reduir-se a l'obra d'un artista en concret, sempre que es produeixin unes formes artístiques clarament definitòries.
L'art català és fruit de la diversa amalgama social i cultural aportada pels diversos pobles que han habitat el seu territori: als primers pobladors prehistòrics els succeïren els diversos pobles sorotaptes (celtes i ibers) arribats durant l'edat dels metalls; aquests convisqueren més tard amb els primers colonitzadors procedents de les civilitzacions mediterrànies, els grecs; a continuació arribaren els romans, que convertiren Catalunya en una província més del seu imperi; després de la seva caiguda, Catalunya formà part del regne visigot, i patí més tard la invasió islàmica. L'edat mitjana serà l'inici de la cultura catalana com a entitat pròpia i definida, amb una llengua pròpia, hereva del llatí, i la formació del primer estat català. Serà una època d'esplendor per a l'art català, i el romànic i el gòtic seran períodes molt fructífers per al desenvolupament artístic del Principat. Durant l'edat moderna, amb la vinculació a Espanya i la successió de diverses crisis econòmiques i culturals, l'art entra en decadència, i el Renaixement i el barroc foren estils no especialment destacables en la història de l'art català. Finalment, des del segle xix, amb la revitalització econòmica i cultural, torna a florir l'art; i el modernisme és un dels períodes més esplendorosos de l'art català. Tanmateix, el segle xx suposa la posada al dia dels diversos estils produïts pels artistes catalans, que connecten amb els corrents internacionals, oferint fins i tot figures de primer ordre a escala mundial com Salvador Dalí, Joan Miró i Antoni Tàpies.
|  |

## Prehistòria

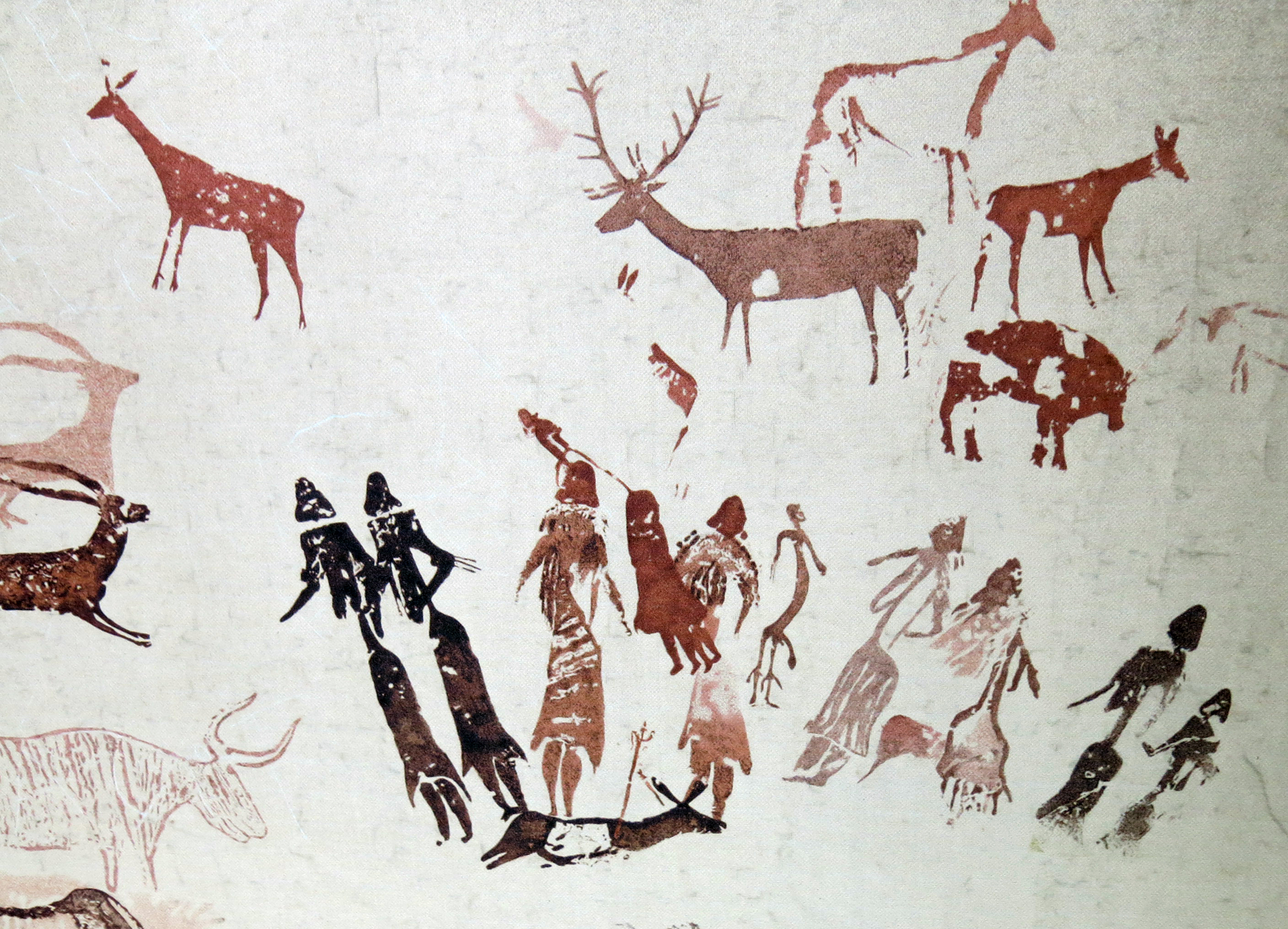
Pintura rupestre al Cogul, a les Garrigues

Les primeres manifestacions artístiques es produeixen a Catalunya al voltant de 30000 aC, època de l'aparició del denominat humà de Cromanyó. Els primers habitants del territori eren petits grups de caçadors-recol·lectors, que vivien generalment en coves i aixoplucs del terreny. Aquests pobladors desenvoluparen el denominat art rupestre, pintures realitzades en roques i en les parets de les coves, que suposen el primer mitjà d'expressió utilitzat per l'ésser humà abans de la invenció de l'escriptura. Aquestes pintures estan generalment lligades a ritus religiosos i representen la plasmació en un llenguatge simbòlic del pensament dels primers éssers humans.

### Art paleolític
El 1964 es descobrí la cova del Tendo, a la Moleta de Cartagena (Sant Carles de la Ràpita). Es tractava de la imatge d'un brau rampant, executat mitjançant un traç siluetejat, de color negre, que s'atribuí al període del Paleolític superior. Al cap de pocs anys, aquesta mostra fou espoliada i encara avui continua constituint l'única mostra d'aquest art que ha aparegut al nostre territori.

### Art llevantí
Durant l'Epipaleolític (10000-6500 anys abans del present), els grups caçadors-recol·lectors expressaren el seu món de creences amb un art exclusivament pictòric, l'art llevantí, del qual Catalunya té excel·lents exemples, particularment a Lleida i Tarragona, i una presència més discreta a la província de Barcelona. A Catalunya, li correspon l'honor de ser la primera a descobrir una estació –la Roca dels Moros del Cogul (Lleida), el 1908– en la qual apareix la figura humana pintada, com no es coneixia en la prehistòria occidental.
Aquestes manifestacions apareixen sempre en cavitats a l'aire lliure; són figuratives, minucioses en els detalls, d'imatges planes i monocromes. Empren com a instrument pictòric la ploma d'au, aconseguint el denominat "traç de ploma llevantí". Els seus elements iconogràfics essencials, l'animal i la figura humana, reben un tractament diferencial: els primers són més mimètics de la realitat, amb detalls molt expressius (per exemple, a les peülles i cornamentes); la figura humana reflecteix un concepte estètic molt singular: individus de cos allargat i tòrax triangular amb cintures estretes, arribant a crear imatges dissenyades per una sola línia, dotades d'un dinamisme molt característic que reflecteix acció i moviment. Les composicions pictòriques d'arquers i animals són extraordinàriament suggeridores per l'apropament a aquells grups humans, d'aquí que es prenguin sempre com a exemples paradigmàtics del món prehistòric.
Les estacions de Catalunya més conegudes són: l'esmentat aixopluc de Cogul, la cova dels Vilasos (Os de Balaguer), la balma dels Punts (l'Albi), a Lleida, i Cabra Feixet (El Perelló), cova del Cingle, del Ramat (Tivissa), mas del Llort i mas d'en Ramon (Montblanc), cova de l'Escoda, Racó del Perdigó i cova del Carles a Vandellòs, la cova de la Caparrella (Rasquera) i el nucli de la serra de la Pietat (Ulldecona), a Tarragona.
Els valors tan singulars i únics de l'art llevantí determinaren a la UNESCO la seva declaració com a Patrimoni de la Humanitat el 1998, i amb això totes les manifestacions artístiques prehistòriques que es trobin al seu territori, tant les d'art paleolític com esquemàtic, sota la denominació convencional administrativa d'art rupestre de l'arc mediterrani de la península Ibèrica.

### Art esquemàtic

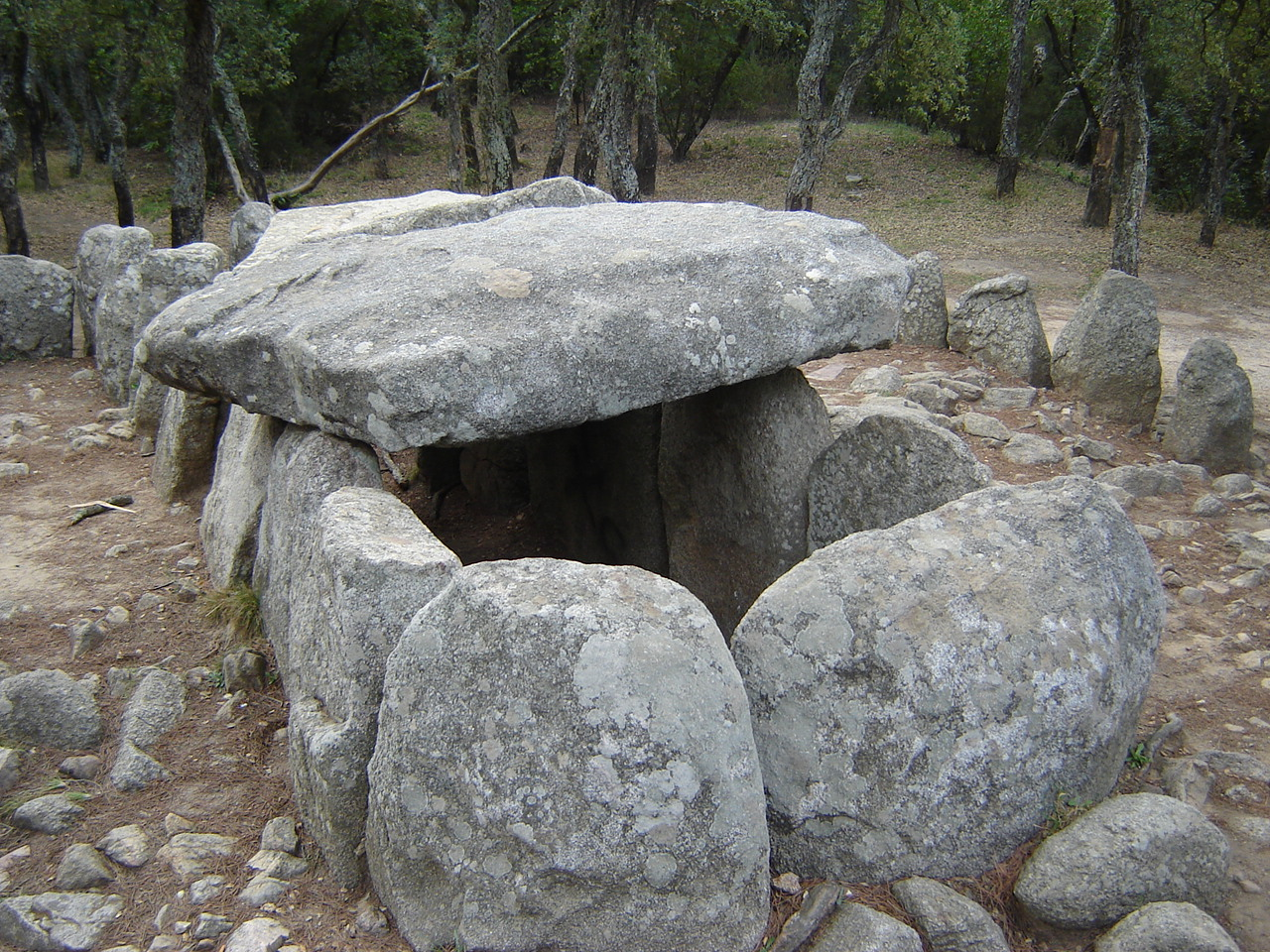
Sepulcre de la cova d'en Daina, situada a Romanyà de la Selva

L'altre gran estil artístic prehistòric és l'anomenat art esquemàtic, l'expressió dels grups productors neolítics (6500-1000 anys abans del present), els primers que comencen a dominar l'agricultura i a viure en poblats. És un art que es fonamenta en l'abstracció, monocrom (colors vermell, negre, molt rarament el blanc) i presenta tres grans grups de motius: els geomètrics (punts, ratlles, triangles, anellats, etc.), les màcules i, finalment, els que mostren llunyanes referències a la figuració (antropomorfs i zoomorfs). La seva tècnica es basa en l'acte gestual, mantenint una factura d'una actualitat sorprenent i, malgrat això, se'ns presenta extraordinàriament enigmàtic. Els jaciments més significatius se'n troben a Lleida: Cogul, vall de la Coma i balma dels Punts (Albi), Aixoplucs del Francès i del barranc de Vila-seca (Os de Balaguer); i a Tarragona: cova del Pi (Tivissa), mas del Gran i el Portell de les Lletres (Montblanc), i l'estació prop de cova Pintada (Alfara de Carles).
Durant el Neolític, comencen a produir-se les primeres manifestacions arquitectòniques dedicades a ritus funeraris o religiosos, generalment relacionades amb la denominada cultura megalítica. Entre els principals monuments destaquen: el menhir, com els de Palaus (Agullana, Alt Empordà) i Murtra (Sant Climent Sescebes); el dolmen, com el de Creu d'en Cobertella (Roses) i el de mas Bousarenys (Santa Cristina d'Aro); o les galeries cobertes, com el cementiri dels Moros (Torrent, Baix Empordà), i cova d'en Daina (Romanyà de la Selva). Més endavant, cap a l'any 1000 aC, sorgeixen les primeres necròpolis, en què el difunt era incinerat i dipositat en urnes de ceràmica; s'han trobat diverses d'aquestes necròpolis a Can Missert (Terrassa), Can Bec de Baix (Agullana) i la Pedrera (Vallfogona de Balaguer).
Tanmateix, en la denominada edat del bronze (1500 aC-1000 aC), comença la manufacturació de diversos objectes i utensilis treballats de manera artesanal, especialment la ceràmica i l'orfebreria, i en destaca la producció dels denominats vasos campaniformes. A la del bronze li succeeix l'edat del ferro, que coincideix amb l'arribada a terres catalanes de pobles celtes procedents del centre d'Europa, dels quals ens han arribat diversos objectes que s'han trobat en recintes funeraris (armes, vestits, ornaments, ceràmica), que enterraven amb els finats.

## Antiguitat

### Art ibèric

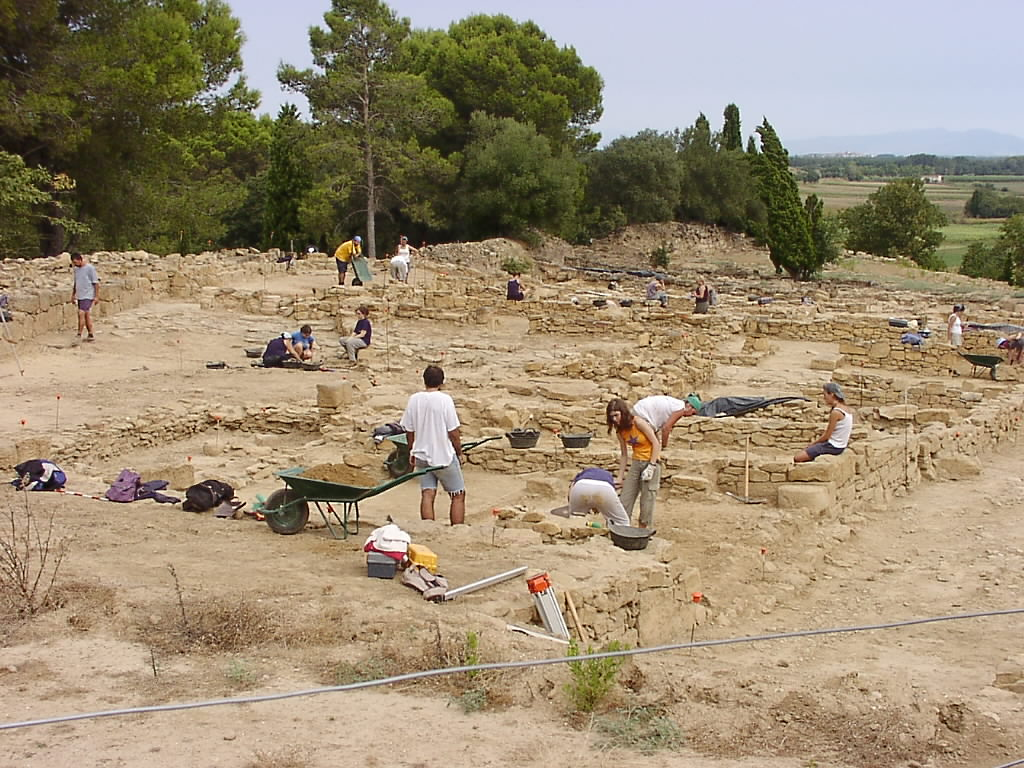
Ciutat ibèrica d'Ullastret, assentament de la tribu ibera dels indigets

Malgrat l'assentament dels pobles ibèrics al territori català al voltant del segle vii aC, a Catalunya no hi ha gaires mostres d'art ibèric de rellevància, excepte alguns objectes d'ús quotidià o alguna petita peça decorada rudimentàriament, com un petit bronze representant una parella de bous, del Castellet de Banyoles de Tivissa, un vas de ceràmica grisa amb un petit paisatge, del turó d'en Boscà (Badalona), o unes restes escultòriques d'un monument funerari de Sant Martí Sarroca (Alt Penedès), del segle iii aC, amb la figura d'un possible rei iber assegut en un tron.
Els poblats ibèrics foren els primers assentaments estables al nostre territori, amb aldees traçades amb una planimetria urbanística, rodejades de muralles per a la defensa, ubicades generalment en posicions elevades. Són remarcables les restes trobades al puig de Castellet (Lloret de Mar), puig de Sant Andreu (Ullastret), castell de la Fosca (Palamós) i mas Castellar (Pontós).

### Art grec

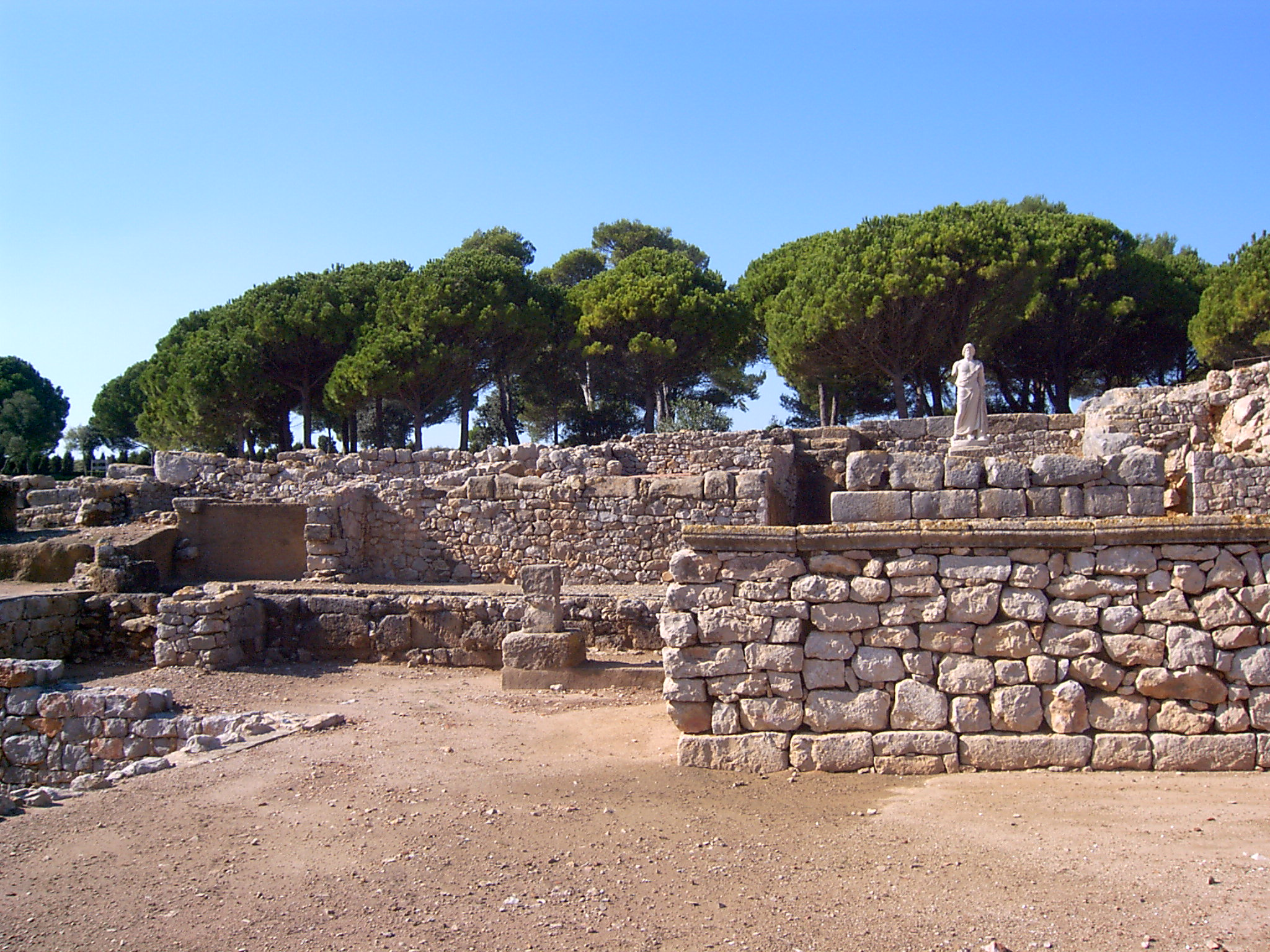
Empúries, antiga ciutat grega i romana

Els grecs van ser la primera gran civilització mediterrània a assentar-se a Catalunya: al segle vi aC es funda la ciutat d'Empúries (Empòrion), una de les primeres grans ciutats construïdes en sòl de la península Ibèrica, que va esdevenir un important centre de comerç i porta d'entrada de la cultura grega. La denominada neàpolis grega d'Empúries s'articulava al voltant del port, amb una planimetria urbanística molt desenvolupada, on destacaven els grans edificis públics, principalment el temple, dedicat al déu de la medicina, Asclepi.
A Empúries, es desenvolupa notablement la ceràmica grega, i en destaquen els vasos àtics pintats amb escenes de diversa tipologia, amb un estil naturalista de gran qualitat: cal esmentar, per exemple, una copa trobada a la neàpolis d'Empúries, datada aproximadament del segle vi aC, amb una representació de la dea grega Pal·les Atena. L'art grec es pot percebre també als poblats indígenes ibers, gràcies a les relacions comercials entre els grecs i els pobles autòctons de Catalunya: un bon exemple n'és el tresor
trobat al poblat ibèric del Castellet de Banyoles de Tivissa, on destaquen unes pàteres d'argent daurat amb representacions mitològiques.
D'Empúries són també les primeres mostres d'escultura que trobem en territori català, com la famosa estàtua del déu Asclepi, trobada al santuari sud de la neàpolis el 1909, obra de gran naturalisme i magnífica execució; o el bust de la dea Afrodita, del segle iv aC, d'època hel·lenística, que acusa una notable influència praxiteliana.

### Art romà

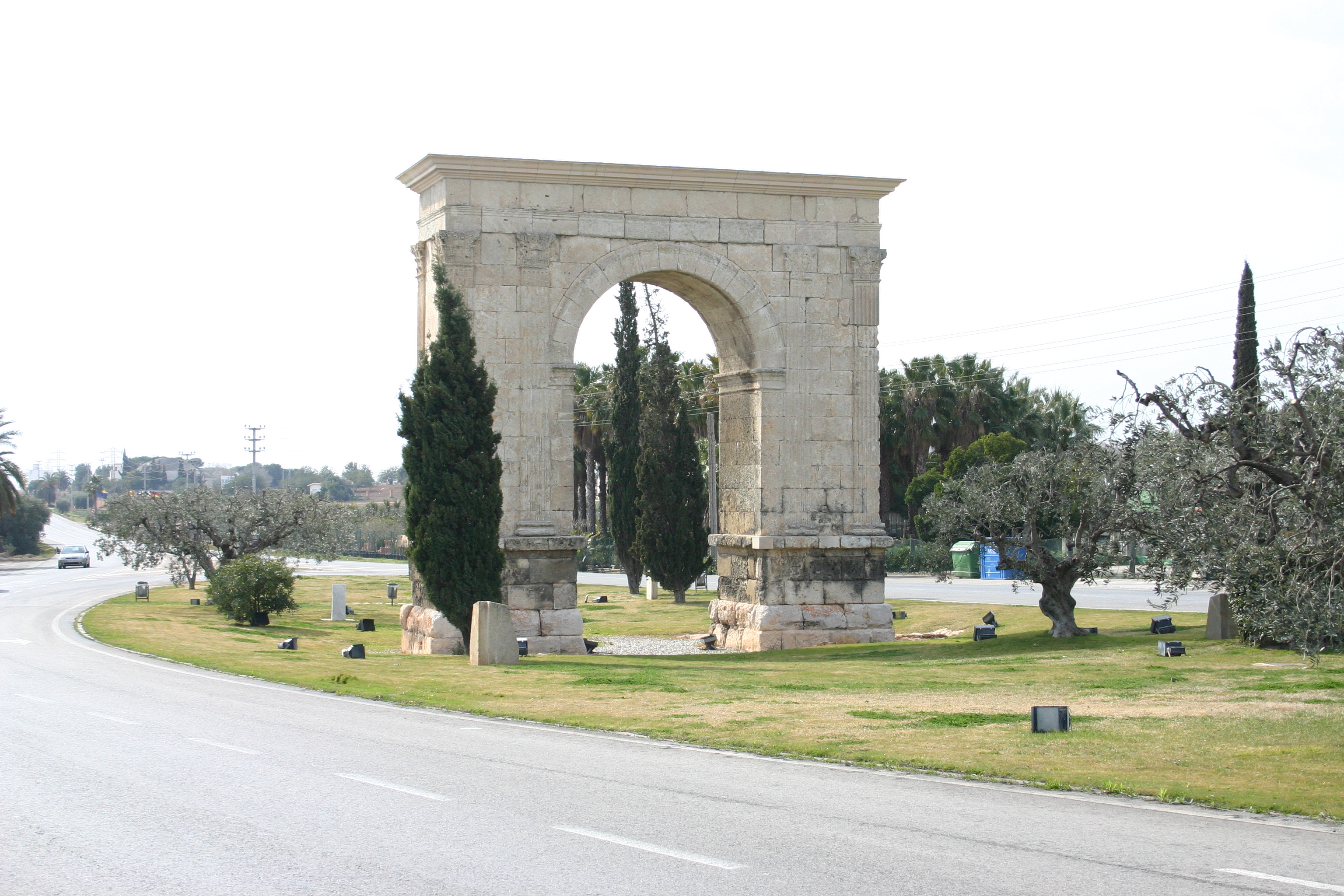
Arc de Berà, arc de triomf romà situat a la via Augusta, prop de Tarragona

Al segle iii aC, mitjançant la Segona Guerra Púnica entre Roma i Cartago, arriben els romans a la península Ibèrica, començant un procés colonitzador que culminarà amb la incorporació de la Hispània a l'Imperi Romà. L'any 218 aC el general Escipió funda Tàrraco (Tarragona), que serà la primera ciutat romana d'importància a Catalunya. La primera obra d'art romà és en un relleu en una torre de la muralla de Tàrraco, representant la dea Minerva amb llança i escut, de dos metres d'alçada.
Els romans eren grans experts en arquitectura civil i enginyeria, i van aportar al nostre territori camins, ponts, aqüeductes i ciutats amb un traçat racional i amb serveis bàsics, com el clavegueram, a més de temples, termes, circs, teatres, etc. En un lent procés de colonització, es funden a Catalunya diverses ciutats, colònies amb població procedent sobretot de legionaris romans llicenciats: Bætulo (Badalona), Iluro (Mataró), Iesso (Guissona), Aeso (Isona), etc. Tanmateix, la ciutat d'Empúries esdevé romana amb la creació d'un nou establiment al costat de la neàpolis grega. Comença, així, un procés d'assimilació de la llengua i la cultura romanes, de les quals el català n'és un dels hereus, ja que del llatí vulgar sortí la llengua catalana a l'edat mitjana.
Com a principals mostres del primer art romà a Catalunya hi ha, en el camp de l'arquitectura, el temple i el fòrum d'Empúries i les termes de Baetulo, mentre que en l'escultura hi ha diverses troballes a les ciutats de Tàrraco i Baetulo d'estàtues de figures masculines o femenines, segurament obres per a monuments funeraris de famílies benestants. Aquestes primeres obres presenten traços comuns a l'art hel·lenístic preponderant a l'època al llarg de la Mediterrània, amb especial influència de models procedents de Narbo Martius (Narbona).
Al segle i aC es funda Bàrcino (Barcelona), petita ciutat emmurallada projectada ja d'entrada amb aire monumental, destacant l'àrea del fòrum amb el temple d'August. La creació de l'imperi i la pacificació de la península aconseguida per August generen una llarga època de prosperitat que afavoreix l'art i les obres públiques. Dos exemples en són l'arc de Berà i l'aqüeducte de les Ferreres a Tàrraco. A Vic, es trobà el 1882 les restes perfectament conservades d'un temple, on destaca la façana, amb sis columnes d'ordre corinti rematades per un timpà.
Al segle i de la nostra era la ciutat de Tàrraco, esdevinguda capital de la nova província de la Tarraconensis, té una època de gran desenvolupament, amb la remodelació del fòrum i la construcció de la basílica judicial i del teatre. Aquestes construccions destaquen tant per la seva monumental arquitectura com l'acurada decoració escultòrica, amb nombroses estàtues en marbre representant membres de la família imperial. La remodelació de Tàrraco culmina a la segona meitat del segle I amb la creació del fòrum provincial, amb un gran temple dedicat al culte de l'emperador i un circ de curses de cavalls.
L'escultura d'època imperial guanya en realisme, sobretot en el retrat, amb un gran domini de la fisiognomia per part dels artistes d'aquesta època; n'hi ha nombroses mostres trobades a les muralles de Bàrcino. A partir del segle ii destaquen els sarcòfags decorats, com el d'Hipòlit trobat al mar davant la costa de Tarragona, possiblement d'origen grec, representant escenes del mite d'Hipòlit i Fedra. També destaca en la decoració de cases i vil·les el mosaic, que té un gran desenvolupament en aquesta època, com els trobats a les ruïnes d'Empúries, amb una escena amb Agamèmnon i Ifigènia; el de la vil·la romana de Bell-lloc del segle iv, amb una cursa de quadrigues; el de la vil·la dels Munts (Altafulla), amb una representació de les muses; o el de la vil·la dels Ametllers de Tossa de Mar (segles IV-V).

### Art paleocristià

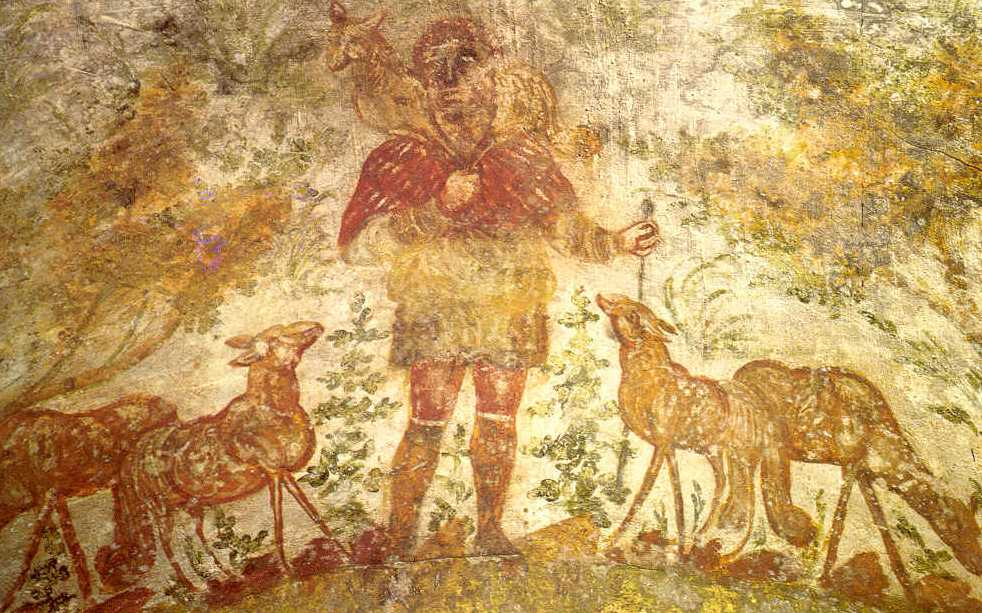
La imatge de Jesús com a Bon Pastor a les catacumbes de Domitilla a Roma

Amb la instauració del cristianisme com a religió oficial al segle iv, la producció artística es desenvolupa al voltant de la temàtica religiosa, en el que s'ha definit com a art paleocristià. Aquest art parteix de les formes i tipologies romanes, però amb un nou contingut basat en la iconografia cristiana. En l'arquitectura destaca l'església, hereva de la basílica romana, incorporant noves formes com la planta amb forma de creu llatina, símbol de Jesús, i tipologies com el baptisteri. Així, hi ha el conjunt paleocristià i altmedieval de Santa Maria de Terrassa (segles V-VII), l'església de Sant Feliu a Girona, la de Santa Jerusalem a Tarragona i la de la Santa Creu a Barcelona.
Una altra obra significativa de l'art paleocristià és el mausoleu de Centcelles, a Constantí, del segle iv, edifici sepulcral amb una gran sala coberta amb cúpula, i decorada amb un mosaic policrom amb escenes de la Bíblia, així com de caceres i de les quatre estacions. En l'art paleocristià cobren rellevància els sarcòfags, generalment de marbre, amb decoració de temàtica cristiana, moltes vegades importats de tallers romans o del nord d'Àfrica. Bona mostra n'és els de l'església de Sant Feliu de Girona i l'anomenat sarcòfag de les orants, trobat a la necròpolis paleocristiana de Tarragona.

## Edat mitjana

### Preromànic

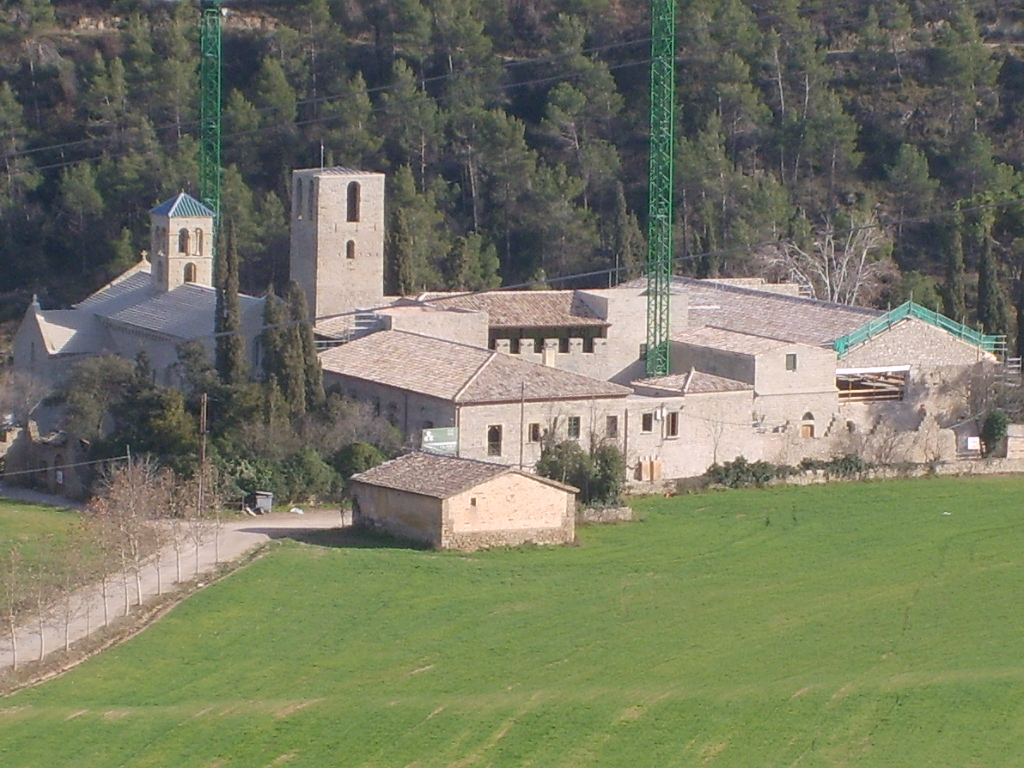
Abadia benedictina preromànica de Sant Benet de Bages, a Sant Fruitós de Bages

El primer estil produït en l'àmbit de l'art medieval és el denominat preromànic (o primer romànic, segons la classificació de Josep Puig i Cadafalch), situat entre la caiguda de l'Imperi romà i la conquesta carolíngia. A Catalunya, com a la resta de la península, el preromànic està marcat per l'art visigòtic, així com per influències mossàrabs i carolíngies. Destaquen el conjunt de Terrassa (Sant Pere, Santa Maria i Sant Miquel), d'influència visigoda; les esglésies de Sant Julià de Boada i Sant Quirze de Pedret, d'influència mossàrab en l'ús de l'arc de ferradura, i Sant Pere de les Puel·les (Barcelona), d'influència carolíngia.
L'escultura es desenvolupa principalment en l'àmbit arquitectònic, generalment en pedra calcària, amb pervivència de formes clàssiques procedents de l'art paleocristià, que de mica en mica aniran evolucionant cap a un estil més original i autòcton. Es pot comprovar en la decoració escultòrica de les esglésies de Sant Miquel de Terrassa, Sant Julià de Boada, Sant Benet de Bages, etc.
La pintura preromànica és generalment mural i, com l'escultura, serveix de decoració a l'obra arquitectònica. Durant aquesta època, conviuen dues línies estilístiques diferenciades: la primera, hereva de les formes clàssiques, especialment de l'art paleocristià, i en contacte amb altres corrents forans, com el carolingi, representat pels conjunts de Sant Miquel i Santa Maria de Terrassa; la segona representa els artesans locals, allunyats de les formes clàssiques i sense contacte amb altres estils, plasmada en les decoracions de Sant Pere de Terrassa, Sant Quirze de Pedret i Campdevànol.

### Romànic

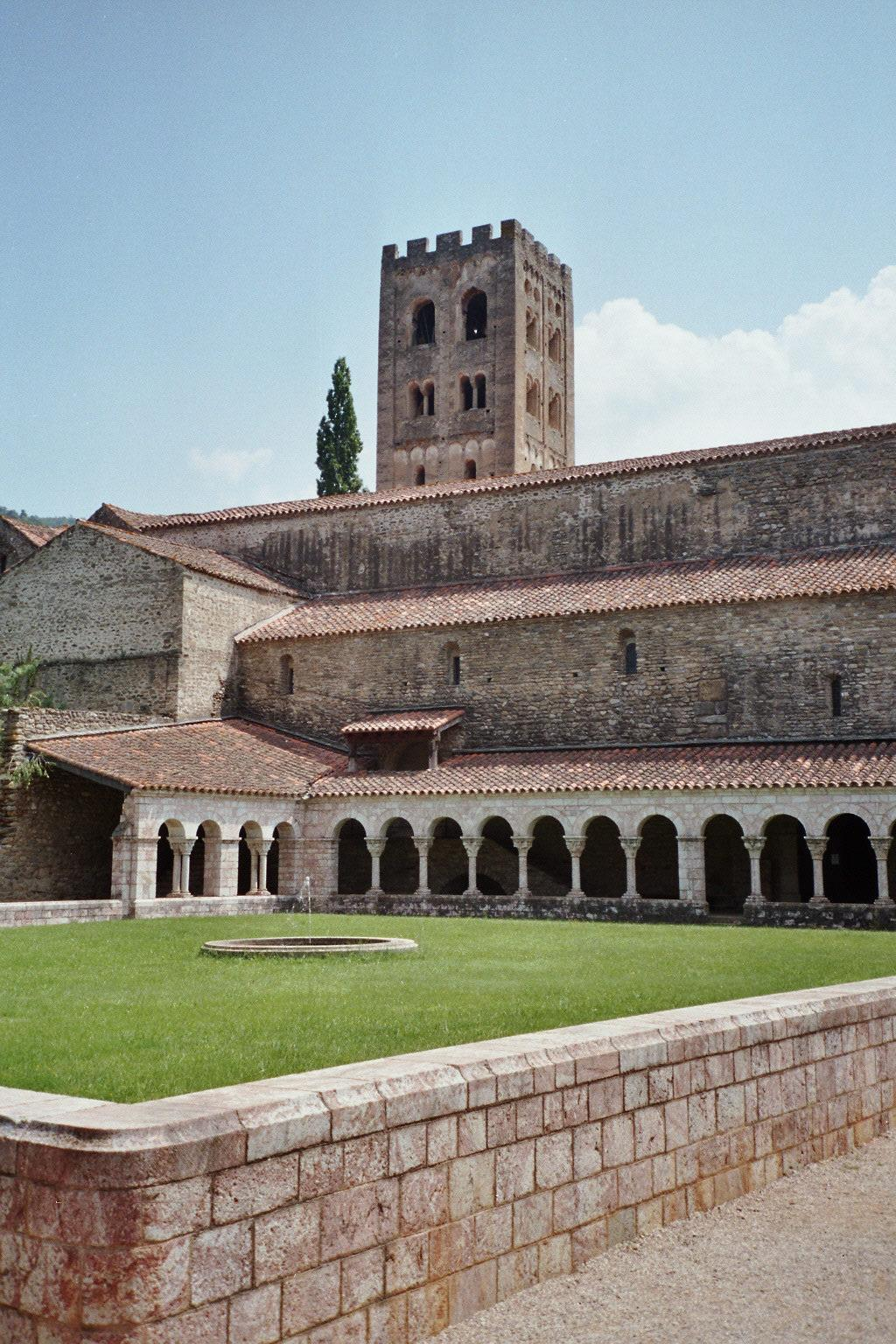
Monestir benedictí de Sant Miquel de Cuixà, Codalet, Conflent

L'art romànic és el primer plenament català, desenvolupat sobretot a l'àrea pirinenca, des de l'entorn de l'any 1000 fins al segle xiii. Està lligat a la creació dels comtats catalans, que progressivament van guanyant independència envers l'Imperi Carolingi, alhora que guanyen terreny als regnes islàmics, suposant la creació del primer estat català que culminarà amb la corona d'Aragó. També es desenvolupen les llengües romàniques, entre les quals figura el català.
El romànic és un moviment europeu, desenvolupat des d'Espanya, Itàlia o Anglaterra fins a tot el centre d'Europa i Escandinàvia. Tipològicament, és hereu de les formes romanes, si bé arriben noves influències com la romana d'Orient. És un art de caràcter religiós, desenvolupat principalment en esglésies en l'arquitectura i de temàtica cristiana en les arts plàstiques. A Catalunya, les principals influències provenen de la Llombardia i de les escoles provençal i tolosana, si bé es creen noves tipologies en l'ús de la pedra i en la coberta de grans superfícies amb volta que permeten parlar d'un romànic autènticament català. L'arquitectura romànica destaca per l'ús de voltes de canó i arcs de mig punt.
En el primer romànic, d'influència llombarda, destaquen les esglésies de Sant Vicenç de Cardona, Sant Pere de Casserres, Sant Ponç de Corbera i Sant Jaume de Frontanyà, així com els monestirs de Ripoll, Breda, Sant Miquel de Cuixà i la catedral de Vic, obres promogudes per l'abat Oliba. La tècnica llombarda destaca per l'ús de pedra desbastada de petites proporcions, grans espais coberts amb volta, amb lesenes i arcs cecs per ornamentació, i arcs torals i formers per reforçar voltes i murs. La influència llombarda arriba fins al segle xii a indrets com Taüll o la Vall de Boí. També hi ha exemples allunyats de la influència llombarda, com Sant Pere de Rodes o Sant Serni de Tavèrnoles (Alt Urgell).
En un segon romànic, denominat romànic internacional, generat des de finals del segle xi, trobem canvis generats per les reformes religioses com la cluniacenca i la cistercenca. Es caracteritza per l'ús de la pedra més acurada, planimetries més complicades, amb un cert apuntament de les voltes, i una major utilització de l'escultura per a decorar els espais arquitectònics. En destaquen Sant Joan de les Abadesses, Sant Pere de Besalú, Santa Eugènia de Berga, Sant Nicolau de Girona, Sant Pau del Camp (Barcelona), la catedral de la Seu d'Urgell i els monestirs de Poblet i Santes Creus.

Majestat Batlló, imatge de Jesucrist en fusta policromada datada del

En escultura, és palesa la influència dels tallers tolosà i rossellonès, si bé tindran importància tallers autòctons com els de Ripoll, Vic, Solsona i Sant Cugat del Vallès. Les obres més importants, les trobem als portals de Vic, Ripoll, i Sant Pere de Rodes, i els claustres de Ripoll, Lluçà, Girona, Sant Miquel de Cuixà i Sant Pere de Galligants. En escultura exempta destaca la imatge de la Mare de Déu del Claustre de la catedral de Solsona, que destaca pel seu gran virtuosisme i precisió dels detalls. També són remarcables obres com la imatge de la Mare de Déu de Montserrat del monestir de Montserrat, o la Majestat Batlló (MNAC), imatge de Jesús crucificat en fusta policromada.
Comença a desenvolupar-se la pintura, sobretot mural, com en les decoracions realitzades a Santa Maria de Mur i Sant Quirze de Pedret, d'influència italiana, possible obra d'un mestre estranger. Més endavant trobem els magnífics exemples de Taüll i Vall de Boí, destacant el famós Pantocràtor de Sant Climent de Taüll, actualment al MNAC, obra d'un mestre de possible origen italià. A part d'aquests centres, es desenvolupa en nuclis episcopals, com Barcelona, Girona i Vic, una pintura relacionada amb la miniatura i la il·luminació de manuscrits, com en els conjunts de Sant Pere de la Seu d'Urgell i Santa Eulàlia d'Estaon.

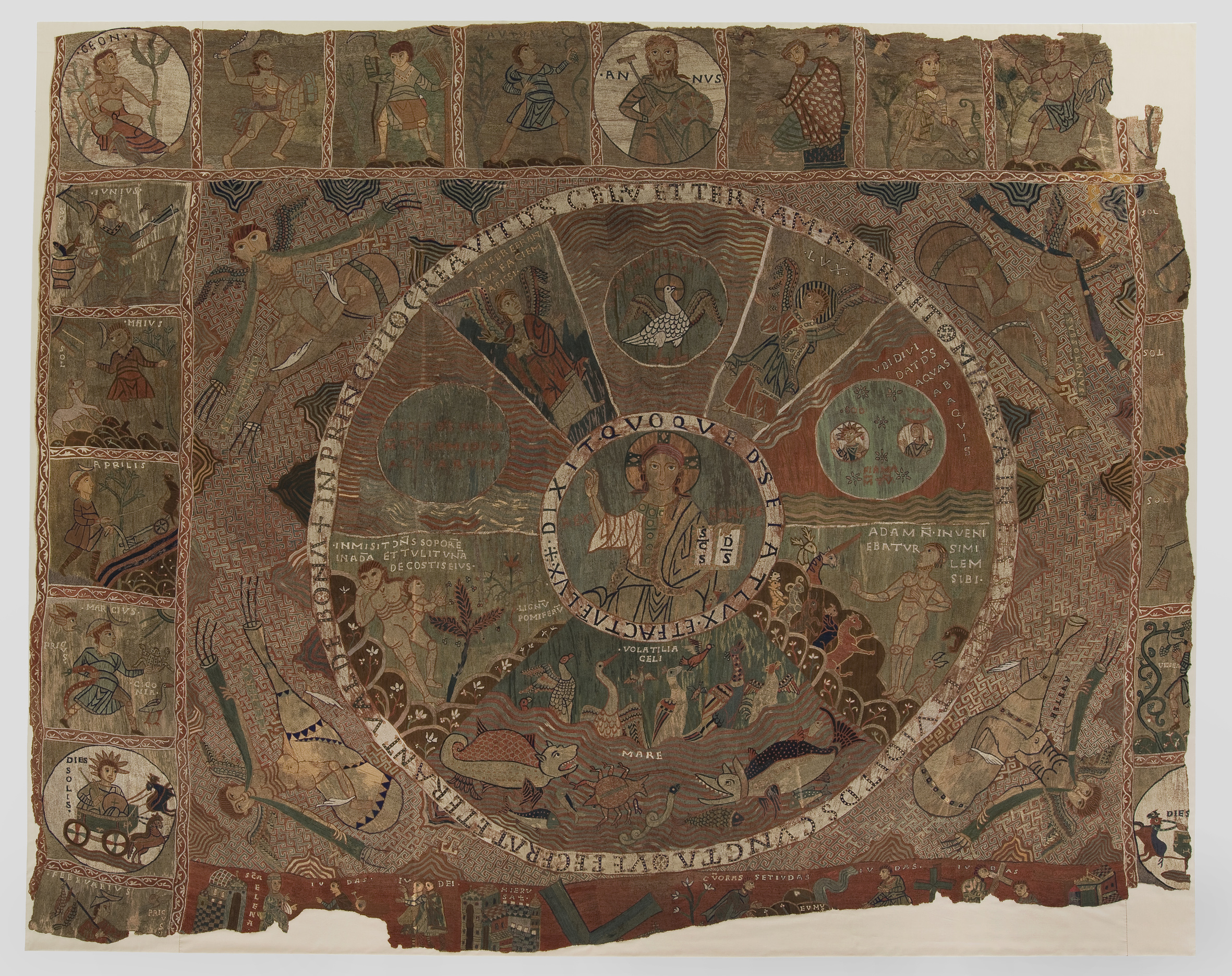
Tapís de la Creació, catedral de Girona

Al segle xiii, el romànic va evolucionant cap a formes que apunten al nou estil gòtic. És un art més urbà, amb expansió de l'arquitectura civil, si bé les grans realitzacions són encara religioses: capella de Santa Llúcia i palau Episcopal a Barcelona, catedral de Tarragona, esglésies de Sant Martí i Sant Llorenç i la seu vella de Lleida, església de Sant Cugat del Vallès i de Vallbona de les Monges. L'escultura cobra força amb la denominada escola de Lleida, d'influència tolosana, en què trobem obres com les portades de l'Anunciació i dels Fillols de la seu vella de Lleida, la d'Agramunt, Santa Maria del Castell de Cubells, Guimerà, Verdú, Gandesa i Santa Coloma de Queralt. La pintura es desenvolupa a l'entorn del denominat estil 1200, de procedència centreeuropea, en què cobra especial rellevància la influència romana d'Orient, passant de la pintura mural a la realitzada sobre taula, sobretot en frontals d'altar; en destaca el conjunt de Sant Esteve d'Andorra la Vella.
Cal destacar, també, del romànic la gran qualitat de les arts aplicades, amb esplèndids treballs en tapís, brodat, reliquiaris, orfebreria, forja, etc. Un magnífic exemple n'és el tapís de la Creació, de la catedral de Girona, o a l'estendard de Sant Ot (MNAC), del segle xii.

### Gòtic

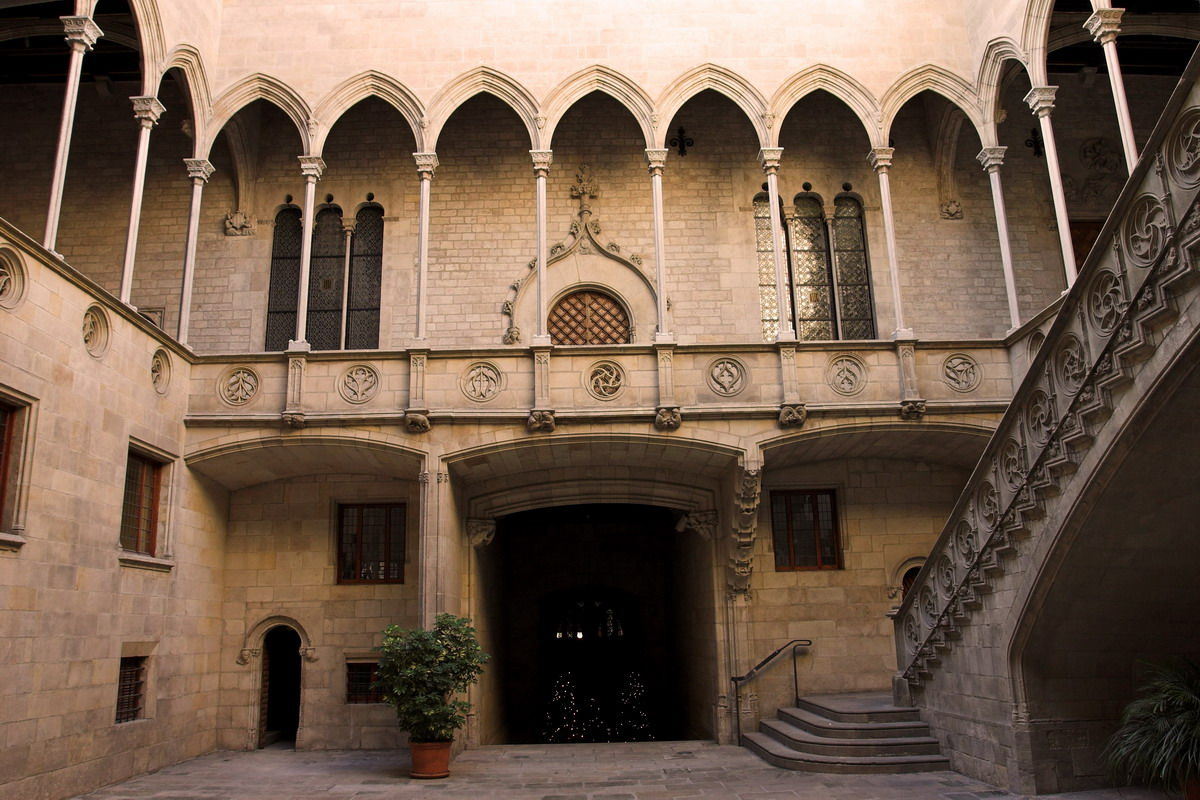
Arquitectura civil: palau de la Generalitat de Catalunya

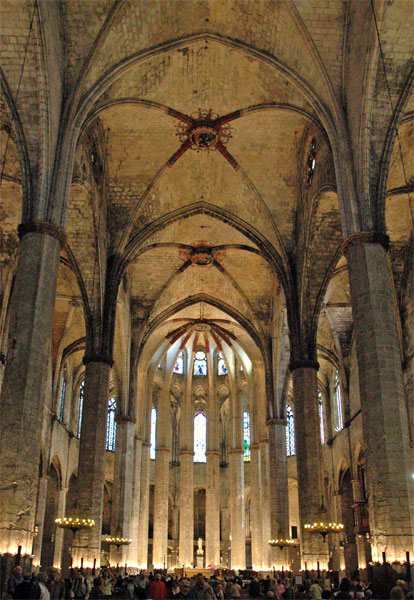
Arquitectura religiosa: Santa Maria del Mar

Desenvolupat entre els segles xiii i xvi, és una època de desenvolupament econòmic, d'expansió geogràfica —conquesta del Regne de València i les Illes Balears, expansió cap a la Mediterrània— i de consolidació de la Corona d'Aragó. És una època de gran esplendor per a l'art català. De nou rebem influències foranes, sobretot de França i Itàlia, així com de l'art mudèjar, però aquí són transformades i adaptades a un estil propi. En un món més internacional, són freqüents els intercanvis estilístics; els artistes viatgen d'un país a un altre, incorporant tècniques i estils que es propaguen per tot arreu.
L'arquitectura pateix una profunda transformació, amb formes més lleugeres, més dinàmiques, amb una millor anàlisi estructural que permet fer edificis més estilitzats, amb més obertures i, per tant, millor il·luminació. Apareixen noves tipologies com l'arc apuntat i la volta de creueria, i la utilització de contraforts i arcbotants per a sostenir l'estructura de l'edifici, permetent interiors més amples i decorats amb vitralls i rosasses. La pintura deixa de ser mural per passar a retaules situats als altars de les esglésies.

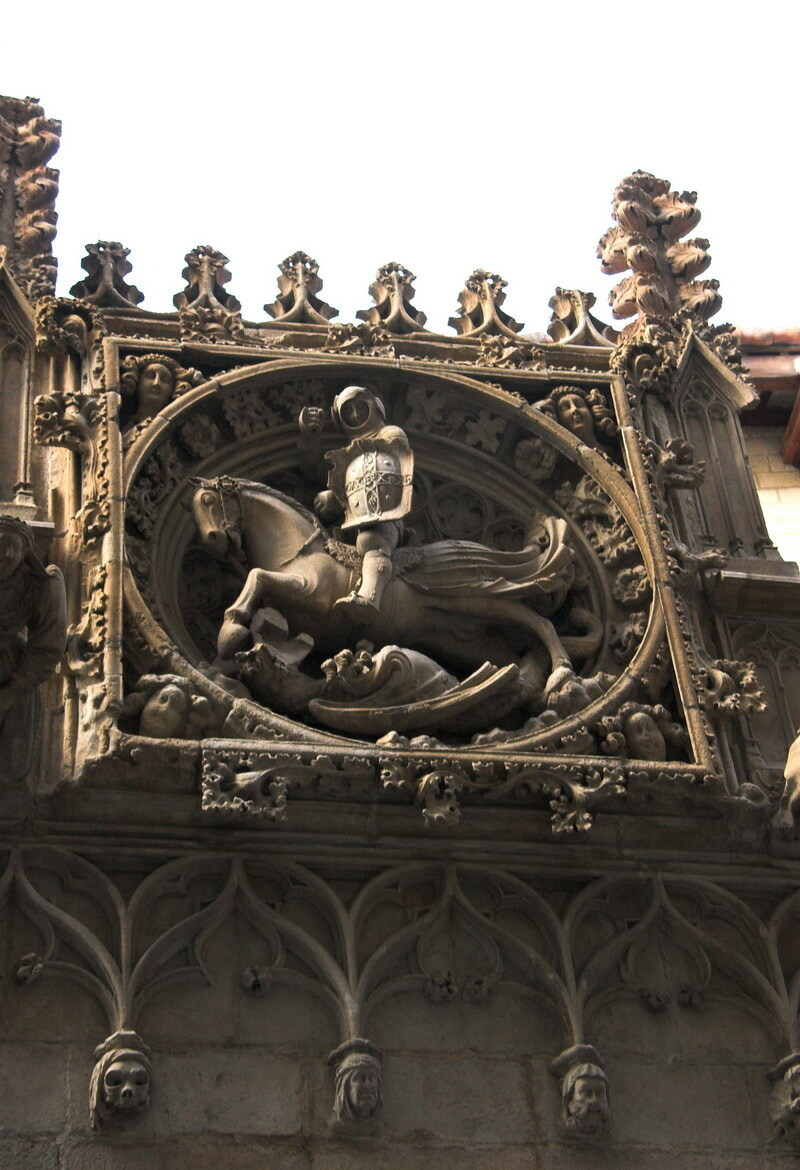
Escultura: Sant Jordi, de Pere Joan, palau de la Generalitat

Es construeixen grans catedrals com les de Barcelona, Tarragona, Girona, Manresa, Solsona, Tortosa, etc.; grans esglésies com Santa Maria del Mar i Santa Maria del Pi a Barcelona, Santa Maria de Vilafranca del Penedès, Sant Joan de Perpinyà, la del monestir de Santa Maria de Pedralbes, etc. També es desenvolupa notablement l'arquitectura civil, sobretot als palaus i en edificis públics, com el palau Reial Major, el palau de la Generalitat, l'hospital de la Santa Creu, les Drassanes, la Llotja i la casa de la Ciutat a Barcelona.
L'escultura continua emmarcada al si de les obres arquitectòniques, i conjuntament amb les formes gòtiques s'assoleix un estil més realista i detallat que en l'escultura romànica; a més dels portals, l'escultura es desenvolupa en sepulcres, retaules, cors i altars. Hi és palesa la influència francesa, sobretot als primers anys del gòtic, així com la italiana i flamenca, tot i que es desenvolupen una sèrie d'escoles autòctones que aniran assolint un estil propi.
Els primers exemples destacats en són els retaules d'Anglesola i Sant Joan de les Abadesses, i els sepulcres de Santa Eulàlia de la catedral de Barcelona, el d'Elisenda de Montcada al monestir de Pedralbes i el de Joan d'Aragó a la seu de Tarragona. Els primers noms coneguts són els de l'artista normand Aloi de Montbrai, autor dels sepulcres de Pere el Cerimoniós i Teresa d'Entença a Poblet; Jaume Cascalls, que també treballà al panteó Reial de Poblet, així com a la catedral de Girona (Sant Carlemany) i al retaule de Cornellà de Conflent; i Jordi de Déu, també present a Poblet, autor dels retaules de l'església de Santa Maria de Vallfogona de Riucorb i Santa Coloma de Queralt, i treballs a la catedral i la casa de la Ciutat de Barcelona.
En el gòtic internacional, destaca la figura de Pere Ça Anglada, autor del cor de la catedral de Barcelona; Pere Oller, autor del sepulcre de Ferran I al monestir de Poblet i del retaule major de la catedral de Vic; Pere Joan, figura destacada, autor de la façana de Sant Jordi del palau de la Generalitat i el retaule major de la catedral de Tarragona; i Guillem Sagrera, que treballà a Mallorca, Girona, la Seu d'Urgell, Perpinyà i Nàpols.

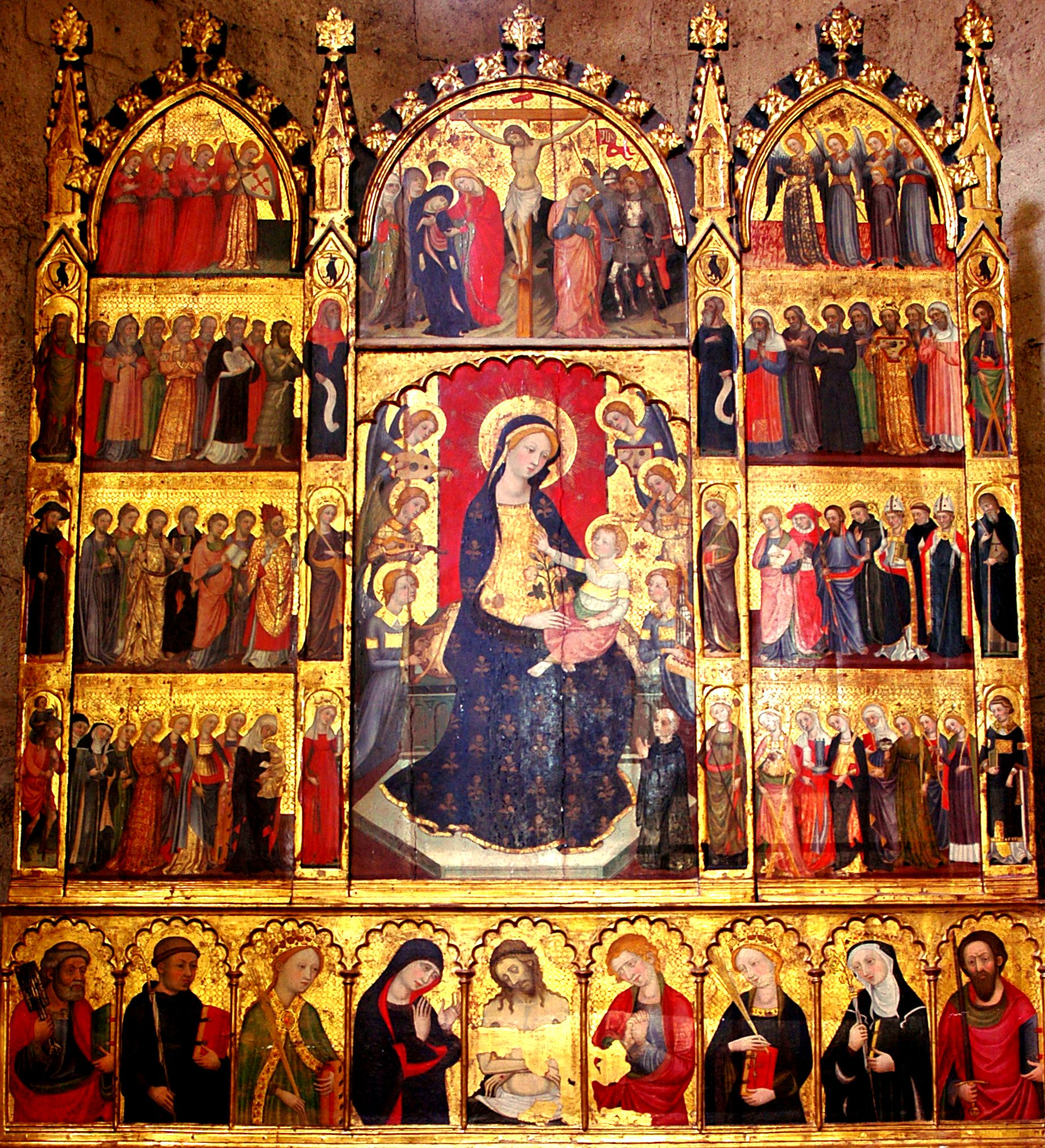
Pintura: retaule de Tots els Sants, situat al monestir de Sant Cugat del Vallès, obra de Pere Serra

La pintura gòtica també guanya en expressió i realisme, i adquireix per primer cop cotes de veritable importància. Podem percebre diversos períodes:
- Gòtic lineal: també anomenat francogòtic; és un moment de transició entre el romànic i el gòtic, amb influència francesa. Les obres més importants són les pintures murals del saló del Tinell i del palau Aguilar de Barcelona, amb una temàtica centrada en la conquesta de Mallorca, de caràcter èpic. Continua la pintura mural d'herència romànica, i comença la producció de retaules, a causa del constant augment del culte als sants (Sant Jaume de Frontanyà, Santa Perpètua de Mogoda).[54]

- Gòtic italianitzant: estil plenament gòtic, s'hi acusa la influència italiana. El seu principal representant és Ferrer Bassa, autor de les pintures murals de la capella de Sant Miquel al claustre del monestir de Pedralbes, així com Ramon Destorrents (retaule de l'Almudaina, a Palma) i els germans Serra (Pere i Jaume), que fan figures petites, estilitzades, d'ulls esquinçats, amb certa influència oriental.[55]

- Gòtic internacional: podem percebre unes fórmules comunes a tot Europa, evolucionant des d'un estil expressionista i dinàmic cap a unes formes més estilitzades i elegants. Destaquen Lluís Borrassà, autor dels retaules de Santa Clara de Vic i Sant Pere de Terrassa; Joan Mates, autor dels retaules de Sant Sebastià de la Pia Almoina i de Sant Ambròs i Sant Martí de la catedral de Barcelona; Ramon de Mur, autor del retaule de Guimerà; i Bernat Martorell, autor dels retaules del Salvador de la catedral de Barcelona i Sant Pere de Púbol, així com el seu famós Sant Jordi (1430-1435).[56]

- Gòtic flamenquitzant: és palesa la influència flamenca, amb un estil més naturalista, i en destaquen Lluís Dalmau (la Mare de Déu dels Consellers, 1443, MNAC), Pere Garcia de Benavarri (retaule de Sant Joan del Mercat de Lleida, del 1470) i Jaume Huguet (retaule de sant Abdó i Senén de Santa Maria de Terrassa, del 1460), així com l'artista cordovès Bartolomé Bermejo (Pietat de l'ardiaca Lluís Desplà, 1490, catedral de Barcelona).[57]

## Edat moderna

### Renaixement

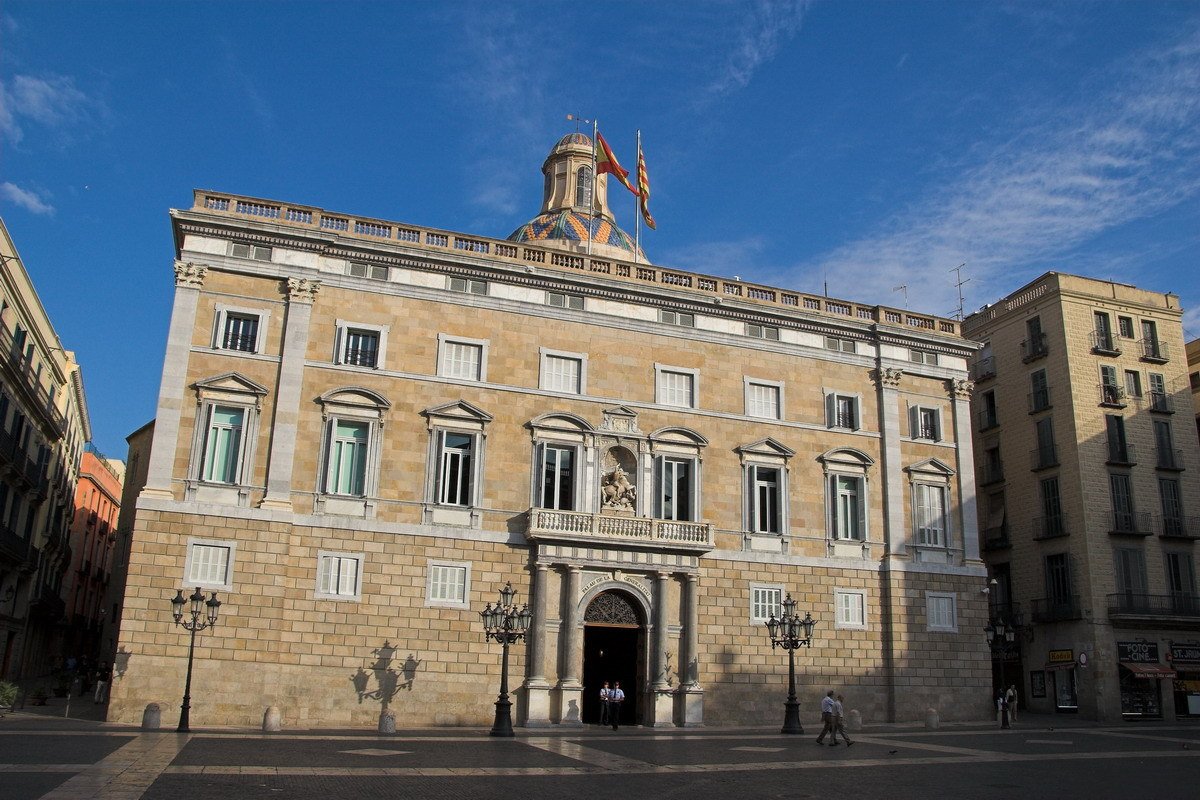
Façana del palau de la Generalitat de Catalunya, de Pere Blai

Catalunya pateix profundes transformacions, començant per la seva vinculació a Espanya amb la unió de Castella i Aragó feta pels reis Catòlics. Artísticament, encara que se sol parlar de decadència, és una època bastant productiva, si bé no hi ha una creació veritablement autòctona, ja que tant les formes com els estils artístics, i sovint els mateixos artistes, venen de fora. De tota manera, les innovacions del Renaixement italià arriben tard, cap a finals del segle xvi, pervivint mentrestant les formes gòtiques.
L'arquitectura del segle xvi és encara plenament gòtica, com podem percebre en l'església Prioral de Sant Pere de Reus (1512-1569), les de Sant Agustí Vell i Sants Just i Pastor a Barcelona, la de Sant Genís de Vilassar de Dalt (1511-1518), Sant Julià d'Argentona (1514-1521) i Sant Martí d'Arenys de Munt (1531-1540).
Les innovacions renaixentistes van penetrant lentament, donant com a resultat edificis híbrids entre el gòtic i el Renaixement com el convent dels Àngels i del Peu de la Creu, la casa de l'Ardiaca i la casa Gralla, a Barcelona, o les esglésies de Santa Eulàlia d'Esparreguera i Sant Martí de Teià. Malgrat aquestes solucions eclèctiques, les innovacions renaixentistes van cobrant importància, com podem veure a la nova façana del palau de la Generalitat (1596-1619), de Pere Blai, o la capella del Santíssim de la catedral de Tarragona (1582-1590), de Jaume Amigó. Blai i Amigó, ambdós tarragonins, formen la denominada escola del Camp, que suposà un important esforç de renovació de l'arquitectura catalana inspirat en el classicisme provinent d'Itàlia; una obra conjunta seva fou l'església de Sant Andreu de la Selva del Camp (1582-1640).

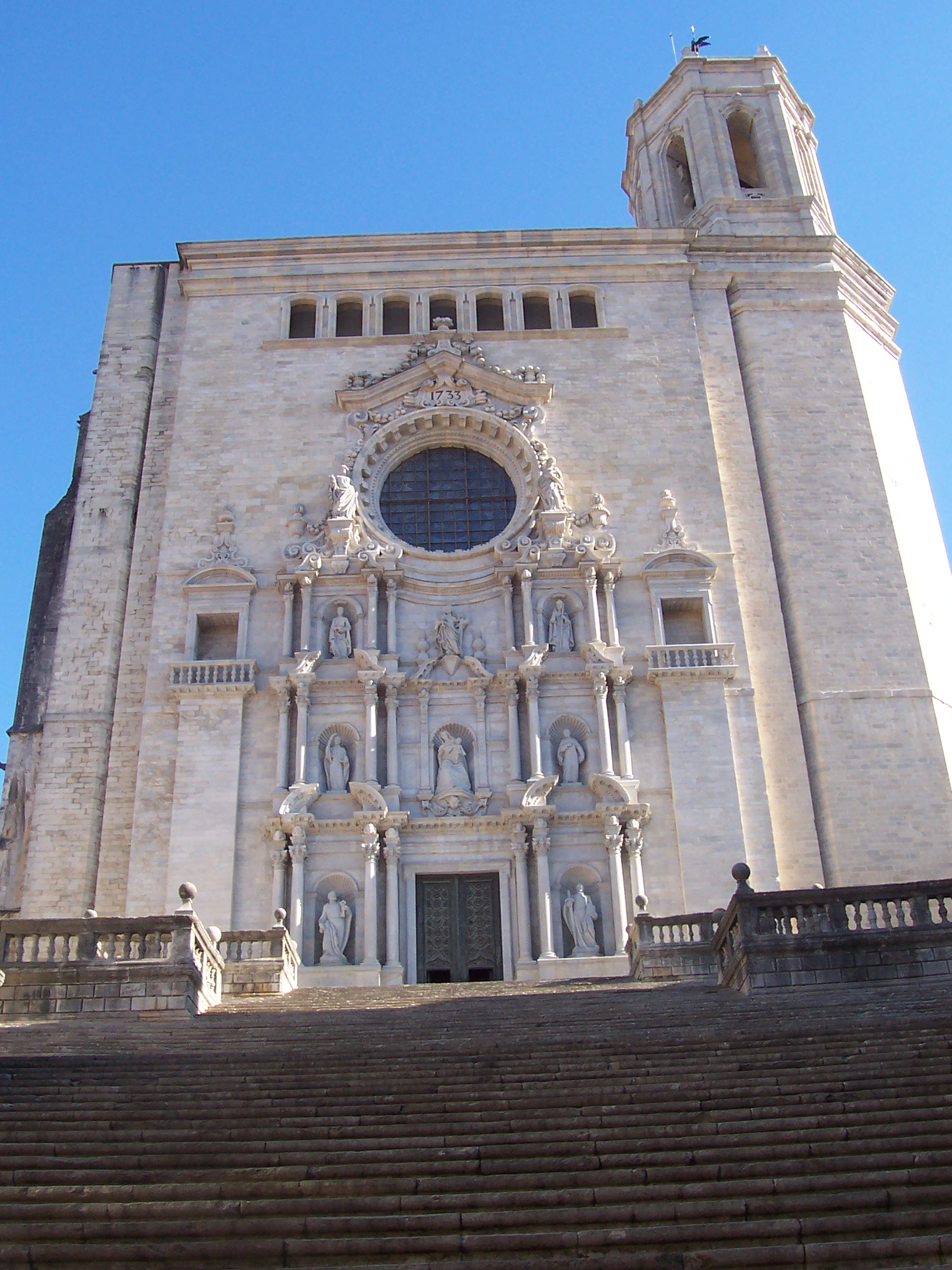
Façana barroca de la catedral de Girona

L'escultura i la pintura també mostren aquesta barreja tipològica en les obres realitzades en aquest període, fent una síntesi de l'estil gòtic amb les noves influències italiana, flamenca i francesa. La majoria d'artistes que treballen a Catalunya són estrangers, com el brabantí Aine Bru, autor del retaule de Sant Cugat del Vallès (1504-1507); el portuguès Pere Nunyes (retaule de Sant Eloi dels argenters de la basílica de la Mercè de Barcelona, 1526-1529); o Joan de Borgonya, d'Estrasburg, que feu les pintures del retaule de l'antiga col·legiata de Sant Feliu de Girona (1518). Com a nom autòcton en pintura destaca Pere Mates, autor del retaule de Santa Magdalena de la catedral de Girona (1526).
En escultura també hi ha hagut mestres forans, com el burgalès Bartolomé Ordóñez, que treballà al cor de la catedral de Barcelona (1515-1520); Martín Díez de Liatzasolo, autor del Sant Sepulcre de l'església de l'Esperit Sant de Terrassa (1539-1544); el valencià Damià Forment feu el retaule en alabastre del monestir de Poblet (1527-1529). Com a nom català destaca Agustí Pujol, autor dels retaules del Roser de la catedral de Barcelona i de Sant Vicenç de Sarrià, i el retaule de la Immaculada a Verdú.

### Barroc
Com en el Renaixement, l'art català dels segles xvii i xviii no cobra especial rellevància, seguint les innovacions arribades de fora. Després de fets com la Guerra dels Segadors i la consegüent crisi econòmica i social, l'arribada dels Borbons suposa la pèrdua dels furs catalans, començant una etapa de crisi cultural que es plasmarà en una baixada dels encàrrecs artístics. Com va passar amb les innovacions renaixentistes, el barroc a Catalunya va penetrant progressivament, amb pervivència de les tipologies anteriors i una nova barreja estilística en l'execució de les obres.

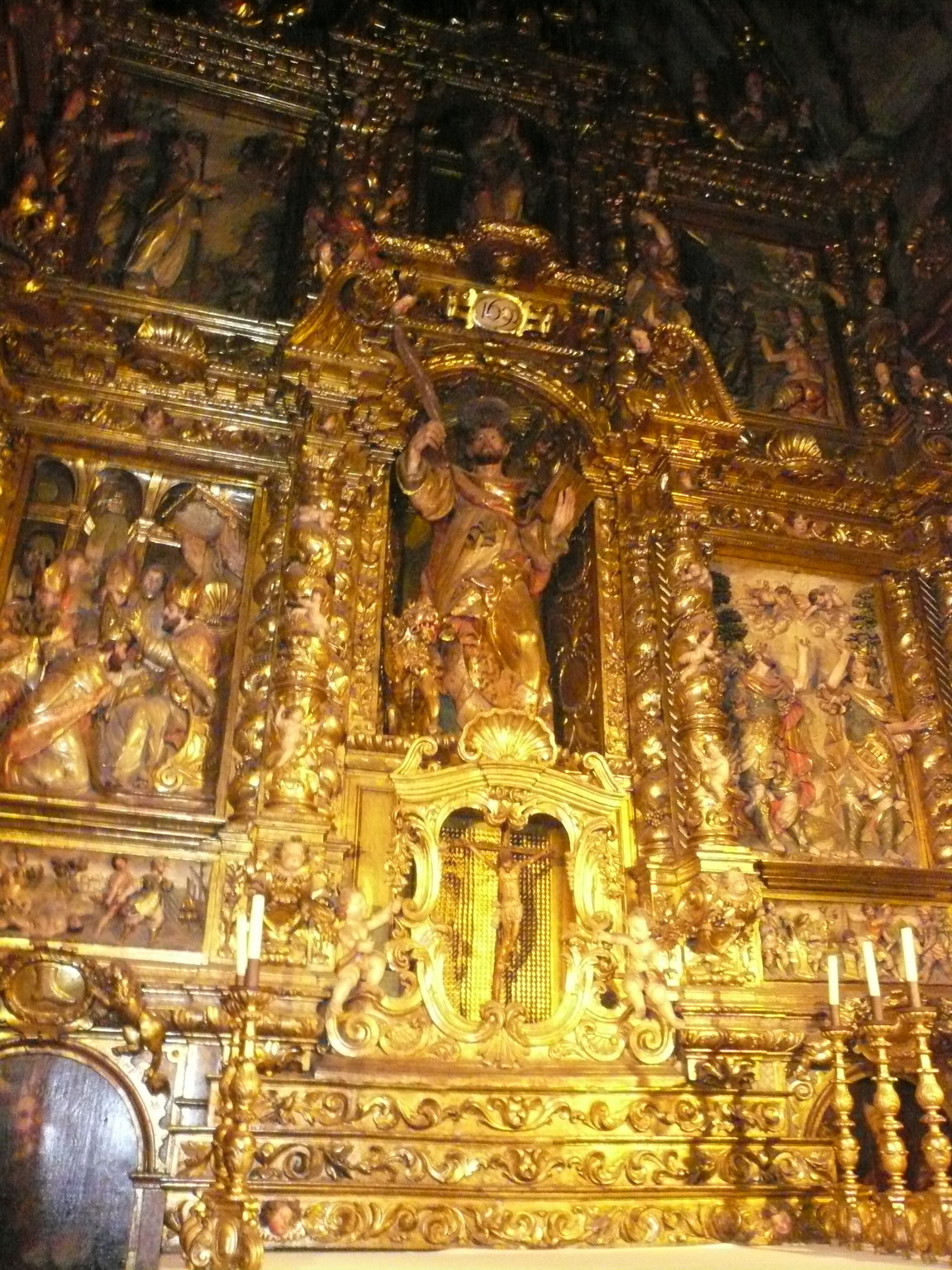
Retaule de Sant Marc a la catedral de Barcelona

La incorporació de les formes barroques en arquitectura té més èxit en l'ornamentació que no pas en el llenguatge arquitectònic pròpiament dit, com podem percebre en la generalització de l'ús de columnes salomòniques. Bons exemples són la façana de la catedral de Girona (1680-1740), la casa de Convalescència de l'hospital de la Santa Creu (1629-1680), la capella de la Concepció de la catedral de Tarragona (1673), l'església de Betlem a Barcelona (1681-1732) i l'església de la Santa Cova de Manresa (1759-1763).
L'arribada dels Borbons genera en arquitectura una sèrie d'obres d'enginyeria militar, com els castells de Montjuïc i Sant Ferran de Figueres, la ciutadella de Barcelona i la Universitat de Cervera, o àdhuc esglésies com la de Sant Miquel del Port a la Barceloneta (1753) i la seu nova de Lleida (1760). Un nou esperit de renovació podem percebre a les esglésies de Sant Agustí Nou (1728) i Sant Felip Neri (1721-1752) de Barcelona; la basílica de la Mercè (1765-1775), de Josep Mas i Dordal; i el santuari de la Mare de Déu de la Gleva a les Masies de Voltregà (1763-1767). L'arquitectura civil té els seus màxims exponents al palau de la Virreina (1772-1778) i al palau Moja (1774-1789), de Josep Mas i Dordal.
L'escultura resta emmarcada en el treball gremial i dins d'escoles o de dinasties familiars, com els Tramulles, Grau, Costa, Pujol, Rovira, Sunyer i Bonifaç. La tipologia més corrent és encara el retaule, destacant els del Roser a Sant Pere Màrtir de Manresa (1642), de Joan Grau; el del Roser a Sant Jaume de Perpinyà (1643), de Llàtzer Tramulles; el de Santes Creus (1647), de Josep Tramulles; i el d'Arenys de Mar (1706-1711), de Pau Costa. Altres obres importants són l'altar-baldaquí de Santa Maria del Mar (1772-1783), de Salvador Gurri; el cor de la seu nova de Lleida (1775-1779) i la llitera de l'Assumpta de la catedral de Girona (1773), de Lluís Bonifaç i Massó.
La pintura barroca té al segle xvii poca rellevància, en ser substituïda als retaules pel relleu escultòric policromat. Podem remarcar el treball de fra Juan Ricci a Montserrat (1627-1640), el nom de Pere Cuquet (retaule de Sant Feliu de Codines, 1636) i el treball del rossellonès Jacint Rigau a la cort de Lluís XIV. Al segle xviii, en canvi, cobra més importància, sobretot en l'àmbit civil i d'encàrrec privat. La figura cabdal de la primera meitat de segle fou Antoni Viladomat, autor del conjunt pictòric de la capella dels Dolors de Santa Maria de Mataró (1722). Després destaquen noms com Francesc Tramulles (Sant Marc escrivint els Evangelis, 1763), Pere Pau Montaña i Placeta (Al·legoria de Carles III) i Francesc Pla el Vigatà (sala del Tron del palau Episcopal de Barcelona, 1784).

## Seglexix

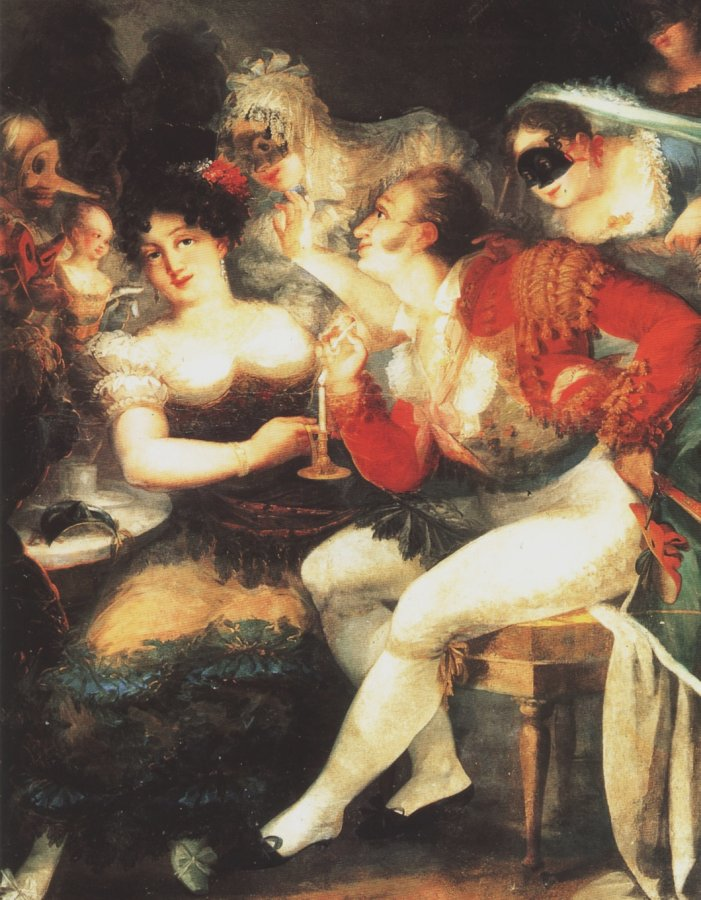
Salvador Mayol, Un cafè al carnaval (1824-1825), Reial Acadèmia Catalana de Belles Arts de Sant Jordi (en dipòsit al MNAC)

El segle xix va ser una època de prosperitat econòmica, gràcies a la Revolució Industrial, que a Catalunya va tenir ràpida implantació, i fou capdavantera a l'estat espanyol de la industrialització de l'economia. El progrés econòmic i social va suposar una revitalització cultural que va culminar en el moviment de la Renaixença, que comportà una nova reivindicació de la cultura catalana en l'àmbit literari, artístic, filològic –reforma del català de Pompeu Fabra–, etc.
La col·lecció que es conserva a la Reial Acadèmia Catalana de Belles Arts de Sant Jordi de Barcelona és el fons de referència quant a la producció pictòrica i escultòrica del neoclassicisme, del romanticisme i del realisme catalans.

### Neoclassicisme
El neoclassicisme suposà un retorn a l'art clàssic grecoromà, impulsat per la troballa de les restes de Pompeia i Herculà i l'obra teòrica de l'historiador de l'art Johann Joachim Winckelmann. A Catalunya, l'impuls de l'Escola de Belles Arts de Barcelona (la Llotja) fou decisiu per a la consolidació de l'art català, així com el seu allunyament del seu aspecte gremial i artesà.
L'arquitectura neoclàssica no va ser gaire productiva, i en destacà el nom d'Antoni Cellers, arquitecte acadèmic i gran teòric del classicisme; fou autor de l'església dels Escolapis de Sabadell (1831-1832), així com de l'actualment desapareguda dels Carmelites Calçats de Barcelona (1832). També destacà l'obra de Josep Mas i Vila, autor de la nova façana de l'Ajuntament de Barcelona (1830). Cal esmentar també la presència de l'arquitecte italià Antonio Ginesi, autor del cementiri Vell de Barcelona (1818), d'un estil una mica eclèctic, barrejant el nou llenguatge clàssic amb elements que perduren del barroc.
La pintura té un primer moment d'influència francesa a causa de la presència de l'artista provençal Joseph Flaugier, que esdevingué director de la Llotja entre 1809-1813; Flaugier fou autor d'un retrat de Josep I Bonaparte, entre altres obres. Després trobem noms com Vicenç Rodés, retratista de gran qualitat tècnica, també director de la Llotja el 1840-1858; i Salvador Mayol, autor de temes populars d'aire goyesc, allunyat d'un neoclassicisme rigorós.
En l'escultura destaca el nom de Damià Campeny, que visqué a Roma entre 1796-1815, autor d'obres de renom internacional com Lucrècia moribunda (1804), influenciada en l'obra d'Antonio Canova, amb un gran detallisme en l'anatomia de la figura i els plecs del vestit. Antoni Solà, com Campeny, lligat a la Llotja i també resident a Roma fins a la seva mort (1803-1861), feu obres basades en la mitologia clàssica, com Telèmac (1806), Meleagre (1818) i Venus i Cupido (1820). Ramon Amadeu es dedicà a la imatgeria religiosa i la pessebrística.

### Romanticisme

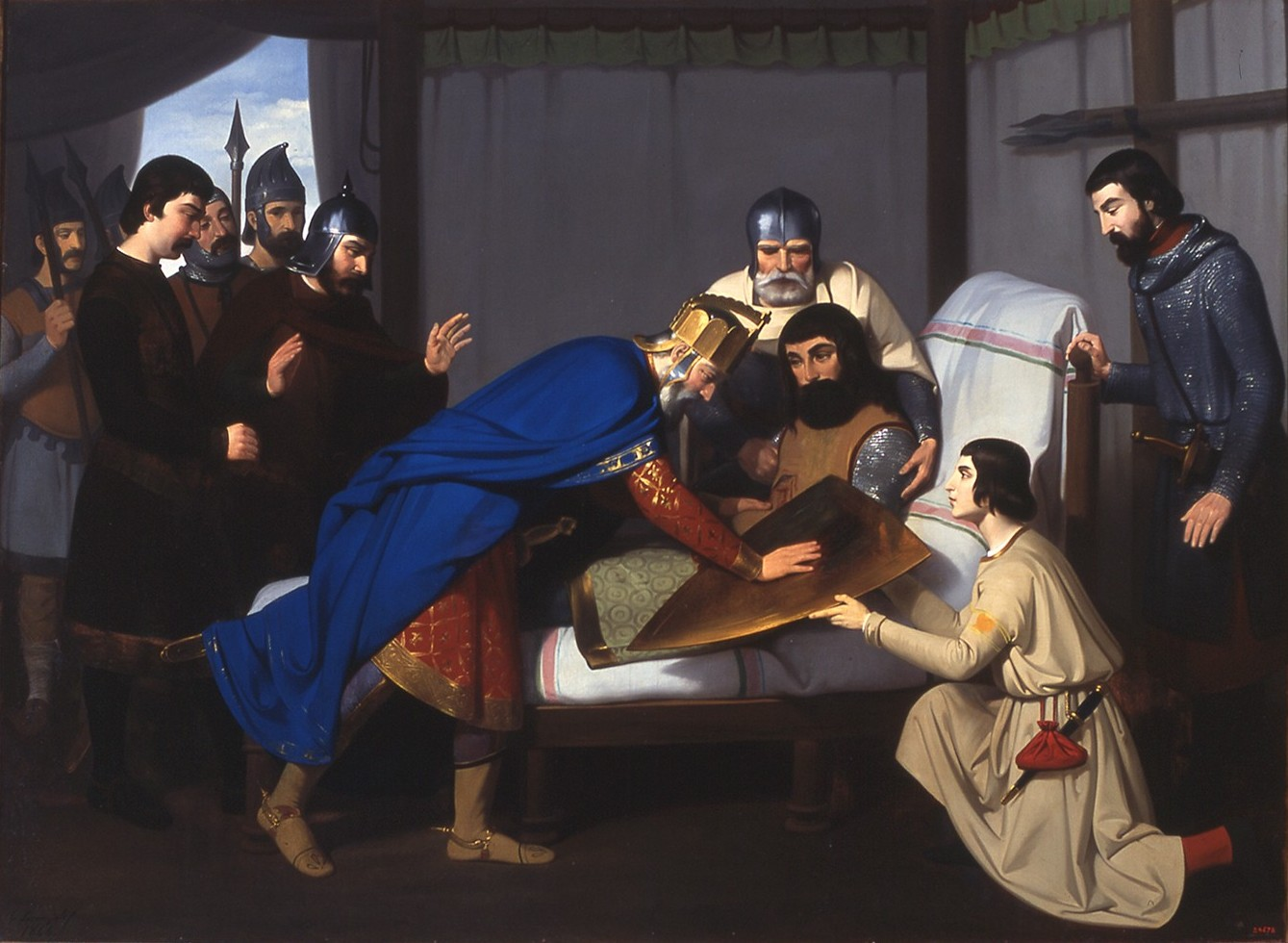
Claudi Lorenzale, Origen de l'escut del comtat de Barcelona (1843-1844), Reial Acadèmia Catalana de Belles Arts de Sant Jordi

Moviment de gran llibertat creativa; l'art s'obre al món de la fantasia i la imaginació, a la interpretació subjectiva que l'artista fa de la realitat que l'envolta. Els romàntics s'enfronten als conceptes acadèmics de l'art, reivindicant la figura de l'artista com a geni creador. Es reivindica l'art medieval, del qual els romàntics seran grans admiradors i que esdevindrà una de les seves fonts d'inspiració.
L'arquitectura està impregnada d'aquest nou esperit romàntic i, seguint les directrius de teòrics com John Ruskin i Viollet-le-Duc, s'emmarca dins de l'anomenat historicisme, corrent que propugna la revitalització d'estils arquitectònics anteriors, sobretot medievals, creant corrents denominats amb el prefix "neo": neogòtic, neoromànic, neobarroc, etc. Una de les seves primeres figures destacades fou Elies Rogent, autor de la Universitat de Barcelona (1863-1868), que esdevingué primer director de la recentment creada Escola Tècnica Superior d'Arquitectura de Barcelona. Josep Oriol Mestres fou autor del Gran Teatre del Liceu (1848, amb Miquel Garriga i Roca) i de la nova façana de la catedral de Barcelona (1882-1888). Joan Martorell fou autor de diverses esglésies inspirades en el gòtic, com les dels Jesuïtes (1883-1889) i de les Saleses (1882-1885), a Barcelona, i del Seminari Pontifici de Comillas (1883-1889). En urbanisme, destacà la creació de la plaça Reial (1848-1860), de Francesc Daniel Molina.
La pintura romàntica té la seva primera figura cabdal en Lluís Rigalt, fill d'un paisatgista neoclàssic, autor tant de pintures com de dibuixos, gravats, litografies, etc.; destaca la seva obra Muntanya de Montserrat. Va tenir molta arrel a Catalunya el moviment alemany dels Natzarens, que defensaven i imitaven l'obra artística anterior a Rafael, que, per a ells, era l'ideal del purisme artístic. El teòric del moviment fou Pau Milà i Fontanals, i com a artistes destacaren Claudi Lorenzale (autor d'Origen de l'escut del comtat de Barcelona, 1843-1844) i Pelegrí Clavé (El bon samarità, 1839).
En escultura, continuen les formes neoclàssiques vinculades a l'academicisme, però amb una renovació temàtica i major èmfasi en l'expressivitat. Destaca l'obra de Josep Bover, autor de les estàtues de Joan Fiveller i Jaume I de la façana de la casa de la Ciutat de Barcelona, així com el Monument a Jaume Balmes de la catedral de Vic (1848); i el natzarè Manuel Vilar, establert a Mèxic, autor de Jasó (1836) i Tlahuicole (1851), una mena d'Hèrcules mexicà.

### Realisme

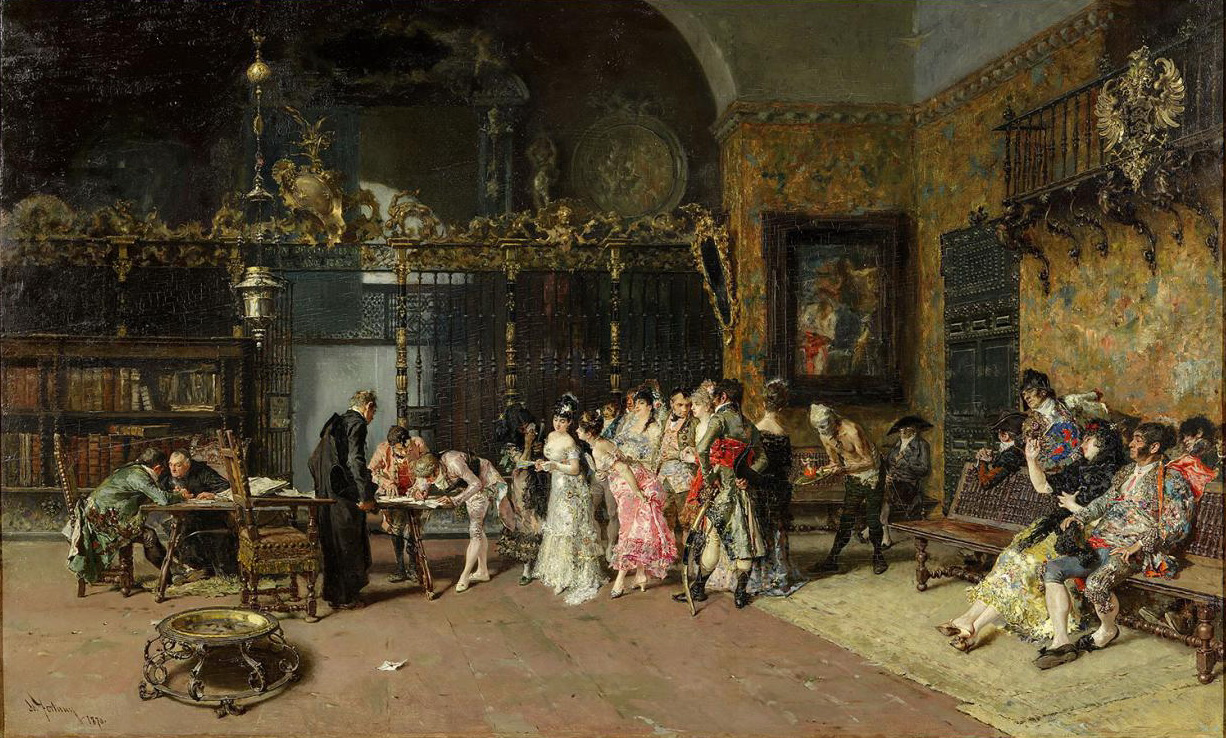
La Vicaria, de Marià Fortuny (1870)

Cap a mitjans de segle, i per influència francesa, s'imposa el realisme, moviment que retorna a l'estricta observació de la realitat i a l'expressió naturalista del món circumdant. L'artista capdavanter en aquest moviment és Ramon Martí i Alsina, autor de retrats, paisatges i quadres històrics de grans dimensions (Els defensors de Girona). Joaquim Vayreda destacà com a paisatgista, fundant la denominada escola d'Olot (Ramat al prat, 1881). Benet Mercadé fou retratista i autor de temes historicoreligiosos (L'església de Cervara, 1864). Francesc Sans i Cabot conreà la pintura històrica (El general Prim a la guerra d'Àfrica, 1865) i fou director del Museu del Prado. Modest Urgell és autor de paisatges d'ambient malenconiós, sobretot de platges i cementiris solitaris. Finalment, un gran nom és el de Marià Fortuny, format en el natzarenisme, autor de quadres històrics (La batalla de Tetuan, 1863) i de temàtica oriental (L'odalisca, 1861). En el món de la il·lustració destaca Apel·les Mestres, que mitjançant el fotogravat creà un singular món de fades, flors i follets.
En l'escultura destaquen els germans Agapit i Venanci Vallmitjana, que van crear un taller d'escultura monumental de gran èxit; tenen obra al monestir de Montserrat i al palau de Justícia de Barcelona, entre d'altres. Andreu Aleu conjuga realisme i romanticisme, com en el Sant Jordi matant el drac de la façana del palau de la Generalitat (1857). Rossend Nobas, deixeble dels Vallmitjana, fou autor del famós monument a Rafael de Casanova (1888). Joan Roig i Solé esdevingué famós per La dama del paraigua (1885), al zoo de Barcelona. Altres artistes remarcables foren: Josep Reynés (Roger de Llúria, 1885), Manel Fuxà (Bonaventura Carles Aribau, 1884) i Rafael Atché (Monument a Colom, 1888).
L'arquitectura de la segona meitat de segle té com a punt de sortida el projecte urbanístic de l'Eixample, d'Ildefons Cerdà, que suposà una important ampliació de la ciutat de Barcelona segons una planimetria racional, amb un traçat ortogonal. Continua l'historicisme i es posa de moda la diversificació d'estils, amb influència cada cop més gran de corrents artístics exòtics, evocant estils tan diversos com l'islàmic, el persa, l'hindú o l'oriental, generant una barreja denominada eclecticisme. Comença a utilitzar-se el ferro en la construcció d'edificis, sobretot civils, com el mercat del Born (1873-1876), de Josep Fontserè i Mestre.
Però, sense dubte, el gran projecte d'aquest període fou l'Exposició Universal de Barcelona de 1888, que suposà una ampla transformació d'una gran zona de la ciutat de Barcelona, el parc de la Ciutadella. El projecte general s'encarregà a Josep Fontserè, encara que hi intervingueren els millors arquitectes del moment; a més dels edificis construïts per a l'Exposició (o readaptats de l'antiga ciutadella), destaquen l'arc de Triomf d'entrada al recinte, obra de Josep Vilaseca, i el monument a Colom, que esdevingueren símbols de la ciutat de Barcelona.

### Modernisme

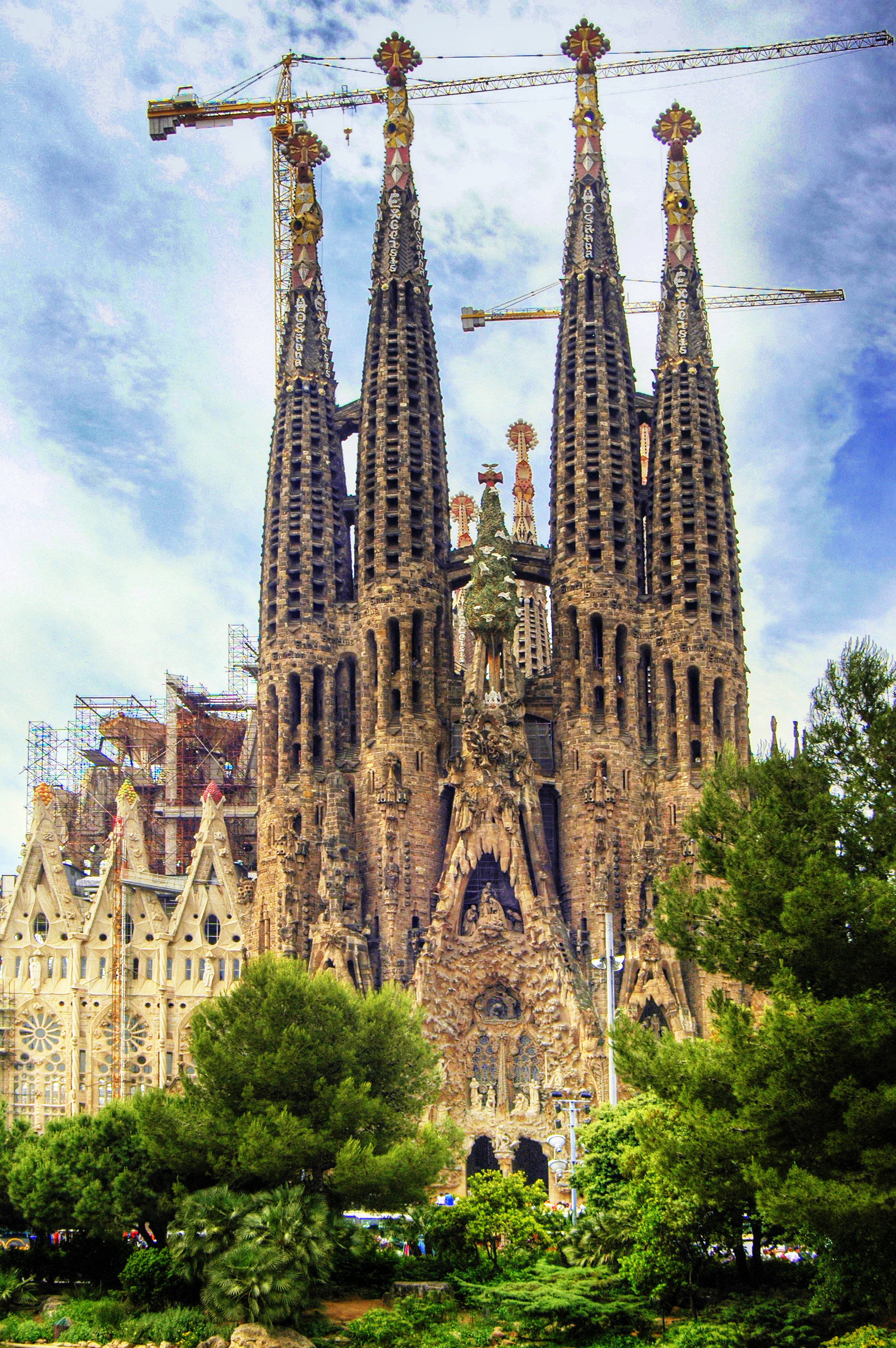
Temple Expiatori de la Sagrada Família, d'Antoni Gaudí

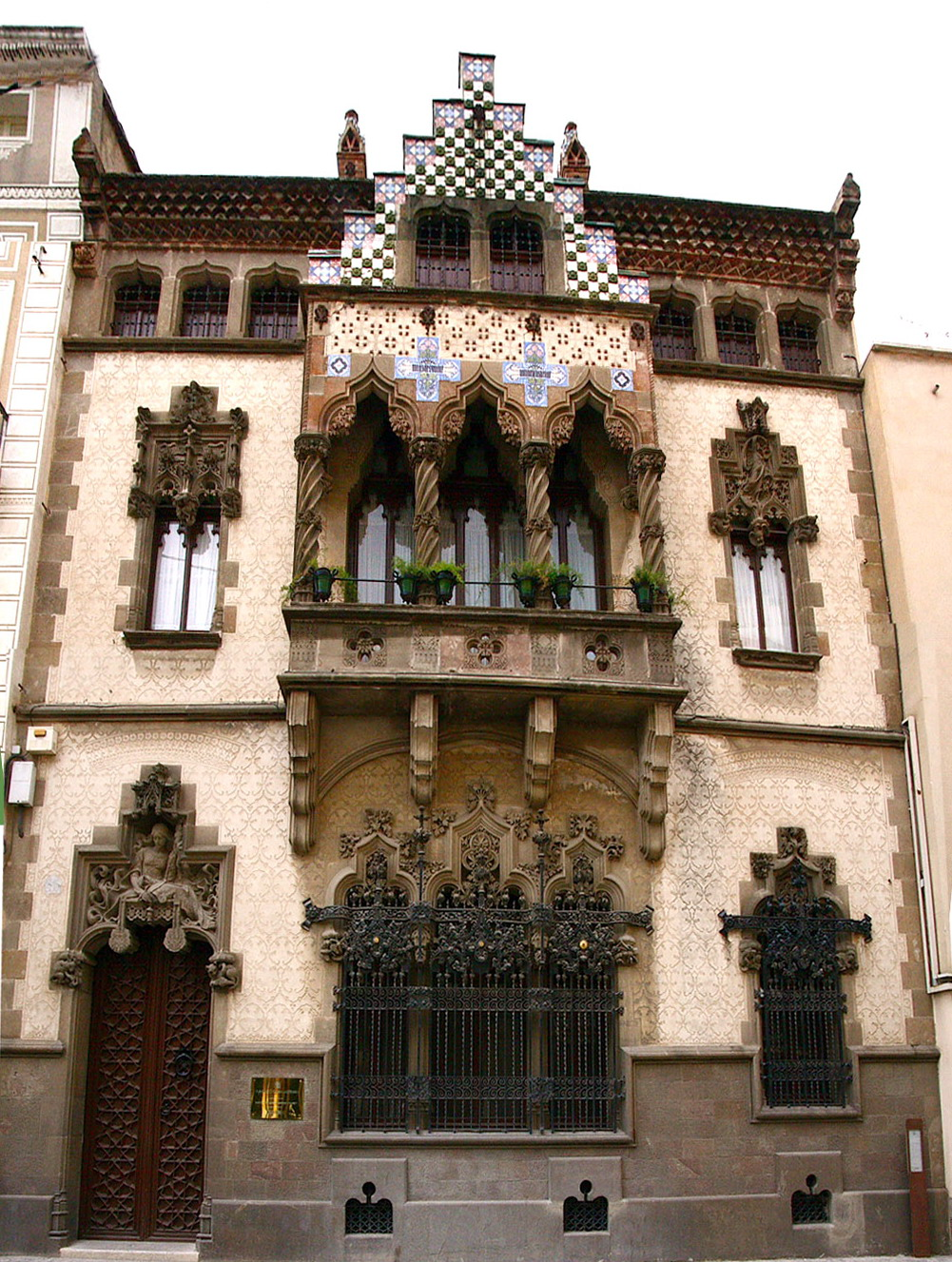
La casa Coll i Regàs a Mataró, de Josep Puig i Cadafalch

El modernisme, a cavall entre el segle xix i el segle xx, fou un moviment internacional que amb diferents noms es desenvolupà per tot el món occidental: art nouveau a França, modern style al Regne Unit, Jugendstil a Alemanya, Sezession a Àustria, Liberty a Itàlia, etc. A Catalunya, va tenir suficient personalitat pròpia per parlar de modernisme català, per la gran quantitat i qualitat d'obres realitzades i el gran nombre d'artistes de primer ordre que conrearen aquest estil. Estilísticament, és un moviment heterogeni, amb moltes diferències entre artistes, cadascú amb el seu segell personal, però amb un mateix esperit: un afany de modernitzar i europeïtzar Catalunya.
El modernisme destacà especialment en l'arquitectura, amb una sèrie de noms que han esdevingut referents d'importància mundial: Antoni Gaudí, un genial arquitecte de forta inspiració personal que creà un estil individualitzat inspirat en la natura, orgànic i naturalista, amb noves solucions tipològiques com l'ús d'estructures hiperboloides i paraboloides, així com arcs catenàrics basats en funicles; entre les seves obres destaquen la casa Vicens (1883-1888), El Capricho de Comillas (1883), el palau Güell (1885-1889), la Torre Bellesguard (1900-1909), la casa Calvet (1900), el Parc Güell (1900-1910), la casa Batlló (1905-1907), la casa Milà (1906-1910), la cripta de la colònia Güell de Santa Coloma de Cervelló (1908-1914) i el temple Expiatori de la Sagrada Família (1883-1926).
Lluís Domènech i Montaner feu una barreja de racionalisme constructiu i decoració fabulosa amb influència de l'arquitectura hispanoislàmica: edifici Montaner i Simon (1881-1886), restaurant de l'Exposició Universal de 1888, conegut com a castell dels Tres Dragons (actual Museu de Zoologia), hospital de la Santa Creu i Sant Pau (1902-1913), casa Lleó Morera (1905), palau de la Música Catalana (1905-1908), casa Fuster (1908-1910).
Josep Puig i Cadafalch adaptà el modernisme a certes influències del gòtic nòrdic i flamenc, així com a elements de l'arquitectura catalana rural tradicional, amb forta presència d'arts aplicades i estucs. És autor, entre d'altres, de la casa Amatller (1890-1900), la casa Macaya (1901) i la casa Terrades o de "les Punxes" (1903-1905).
Enric Sagnier i Villavecchia seguí un estil personal de línia classicista amb molt d'èxit entre la classe burgesa catalana: palau de Justícia de Barcelona (1887-1908), duana de Barcelona (1896-1902), temple Expiatori del Sagrat Cor (1902-1961), Caixa de Pensions de Barcelona (1914-1917), Patronat Ribas (1920-1930).
Altres noms destacables són: Josep Maria Jujol, deixeble de Gaudí, però dotat d'una forta personalitat i geni creatiu, autor de la torre de la Creu (1913) i la casa Can Negre (1915), ambdues a Sant Joan Despí, les esglésies del Sagrat Cor de Vistabella (La Secuita, 1918-1923) i de la Mare de Déu de Montserrat de Montferri (1926-1929), i la font de la plaça d'Espanya (1929); i Lluís Muncunill, arquitecte municipal de Terrassa, autor en aquesta localitat de la masia Freixa (1907-1910) i la fàbrica Vapor Aymerich, Amat i Jover (actual seu del Museu de la Ciència i de la Tècnica de Catalunya, 1907-1908).

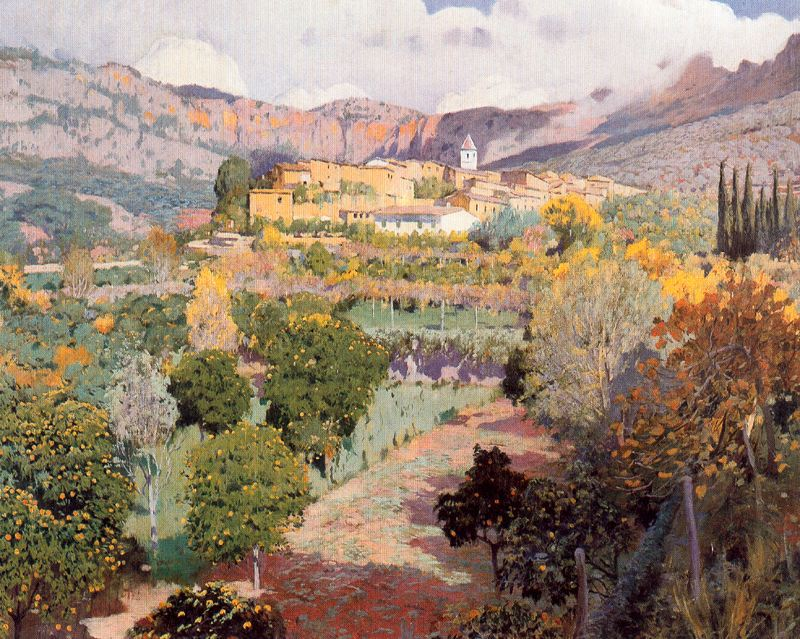
La vall dels tarongers, de Santiago Rusiñol

La pintura modernista es presentà al públic en exposicions particulars a les galeries d'art barcelonines, sobretot la famosa sala Parés. De seguida van destacar noms com els de Ramon Casas i Santiago Rusiñol, tots dos amb breus estances a París, amb un estil caracteritzat per una temàtica naturalista d'ambient ombriu, amb una certa influència de l'impressionisme francès. Més tard es rebé la influència del simbolisme, de moda llavors a Europa, practicat pel mateix Rusiñol i per artistes com Alexandre de Riquer, Adrià Gual i Joan Llimona, aquest últim a cavall entre el simbolisme i el realisme. Altres noms destacables en són Dionís Baixeras, Eliseu Meifrèn i Joaquim Vancells.
En un denominat postmodernisme trobem noms com Joaquim Mir, Isidre Nonell, Hermenegild Anglada i Camarasa i Francesc Gimeno, així com trobem la presència d'un jove Pablo Picasso que s'endinsà en l'ambient modernista al voltant de l'any 1900, fet que suposarà un canvi en la seva trajectòria i la seva adscripció a l'art d'avantguarda, com podem veure a la seva etapa fauvista (1900-1901) i al simbolisme de l'"època blava" (1901-1904), per desembocar finalment en el cubisme.
L'escultura és hereva del monumentalisme dels Vallmitjana, si bé amb posterioritat rep la influència del simbolisme francès, especialment de l'obra d'Auguste Rodin. Destaquen els noms d'Eusebi Arnau (Joan Maragall, 1913), Josep Llimona (Desconsol, 1903), Miquel Blay (La cançó popular, al palau de la Música Catalana, 1906-1909), Agustí Querol (Moisès i les lleis, palau de Justícia de Barcelona), i Enric Clarasó (Eva, 1904), així com l'expressionisme turmentat de Carles Mani (Els degenerats, 1891-1907). Un interessant projecte escultòric col·lectiu fou el del Rosari Monumental de Montserrat (1896-1916), que arreplegà els millors escultors del moment.
El modernisme destacà especialment quant a disseny, generant un gran nombre d'obres de gran qualitat en terrenys com el cartellisme, la impressió (llibres, revistes, nadales), joies, ceràmica, mobles, forja, vitralls, mosaic, etc.

## Segle XX
El segle xx fou una època de profundes transformacions socials, polítiques, econòmiques, tecnològiques i culturals. Catalunya visqué els fets dramàtics de la Guerra Civil espanyola i la repressió de la dictadura franquista. La transició i la reinstauració de la Generalitat i el nou estatut d'autonomia faran revitalitzar la cultura catalana aquests últims anys.

### Noucentisme

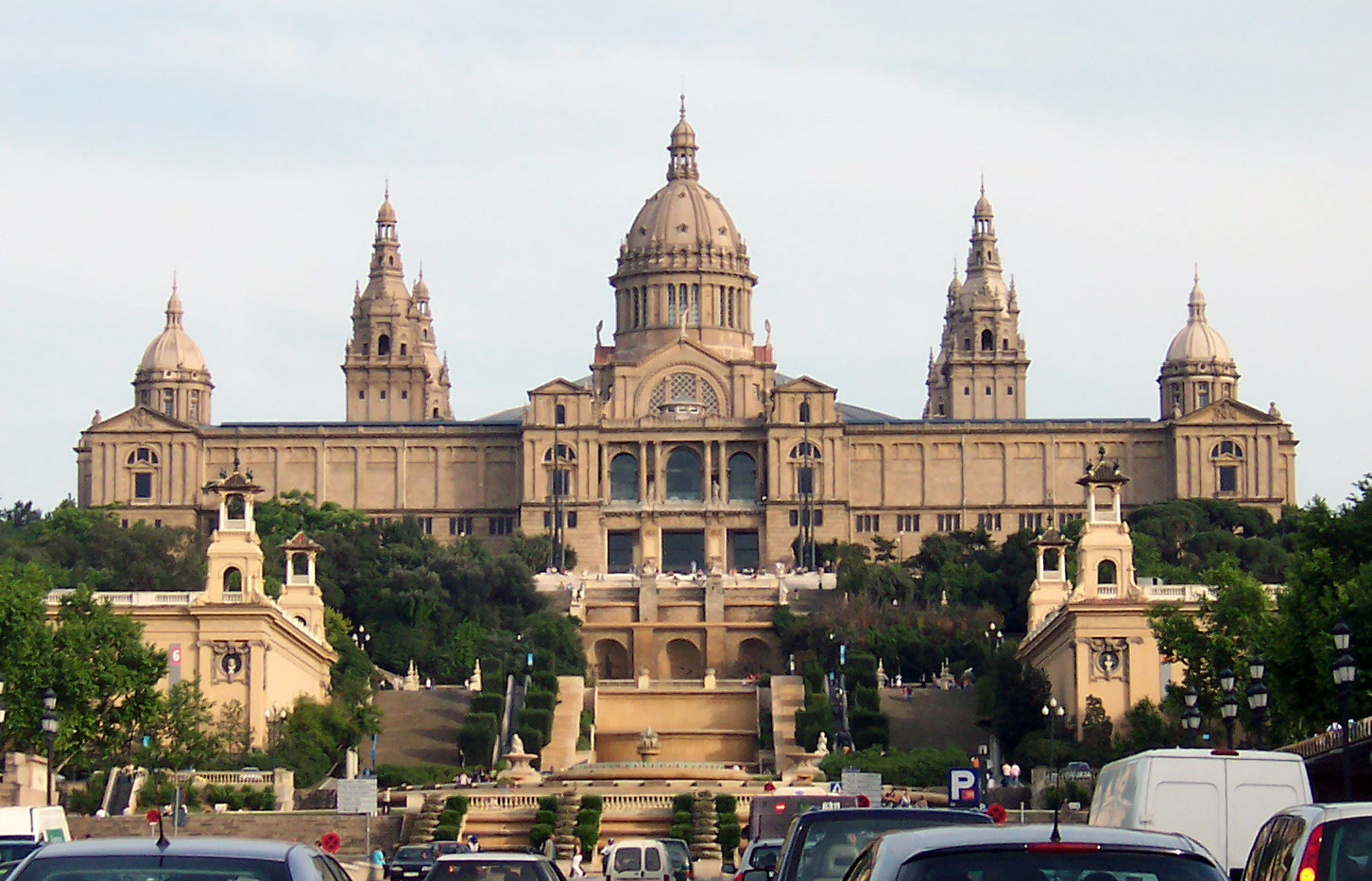
Palau Nacional de Montjuïc

El noucentisme suposà un intent de renovació de la cultura catalana, apropant-la a les innovacions produïdes en l'acabat d'estrenar segle xx, en paral·lel a un ideari polític de reivindicació del catalanisme propugnat per Enric Prat de la Riba. El principal teòric del moviment serà Eugeni d'Ors, que des del diari La Veu de Catalunya escrigué una sèrie d'articles enaltint la tasca dels joves creadors catalans de principis de segle. Contràriament als valors nòrdics que defensava el modernisme, el noucentisme retornà al món mediterrani, a la cultura clàssica grecollatina.
L'arquitectura noucentista conviu sovint i es barreja amb la modernista, i com perduren les tendències historicistes i classicistes, és difícil albirar-ne la frontera. Destaquen figures com Josep Goday (edifici de Correus de Barcelona, 1926-1927), Nicolau Maria Rubió i Tudurí (jardins de Montjuïc i del palau Reial de Pedralbes, església de la Mare de Déu de Montserrat de Pedralbes), Josep Francesc Ràfols (casa Méndiz, Vilanova i la Geltrú, 1925), Francesc Folguera (casal de Sant Jordi, Barcelona, 1928-1932), Cèsar Martinell (celler d'El Pinell de Brai, 1917) i Rafael Masó (Farinera Teixidor, 1910, casa Masó, 1911).
Una fita destacable fou l'Exposició Internacional de Barcelona de 1929, que suposà la urbanització de l'entorn de la muntanya de Montjuïc, amb un projecte general de Josep Puig i Cadafalch. Per a l'exposició es construeixen edificis com el palau Nacional de Montjuïc (actual seu del MNAC) i l'estadi Olímpic, així com la font Màgica de Carles Buïgas, el Teatre Grec i el Poble Espanyol; també destacà el pavelló d'Alemanya, obra de Ludwig Mies van der Rohe, obra mestra del racionalisme.
La pintura té un primer referent en la figura de l'artista uruguaià Joaquim Torres-Garcia, autor d'obres d'un sobri classicisme, com els frescs del saló de Sant Jordi del palau de la Generalitat (1913-1917). Joaquim Sunyer, influenciat per la pintura de Cézanne i pel seu sentit de l'estructura, així com pel cubisme, aportà una visió de la pintura que conjugava perfectament tradició i modernitat. Josep Maria Sert s'emmarcà dins d'un estil personal, barroc, grandiloqüent, amb influència goyesca, fent grans murals que tindran gran èxit internacional. Xavier Nogués fou creador d'un món irònic, plasmat en un muralisme idealitzant reflex del populisme català. Josep Aragay realitzà obres de caràcter realista però amb un cert gust barroc. També es desenvolupa el cartellisme, el gravat i la xilografia, amb figures com Francesc d'Assís Galí, creador de l'Escola Superior dels Bells Oficis.
L'escultura té la figura excepcional de Josep Clarà, autor d'obres figuratives, sòlides i compactes, d'aire mediterrani (La deessa, 1908-1910; Joventut, 1928). El rossellonès Arístides Maillol fa contundents figures femenines (Mediterrània, 1902-1905). Manolo Hugué té un estil en què barreja classicisme i primitivisme (Bacant, 1934). Altres escultors destacats són: Frederic Marès (Homenatge a Barcelona, 1928), Enric Casanovas (Monument a Narcís Monturiol, 1918), Julio Antonio (Tarragona als herois de 1811, 1910-1919) i Apel·les Fenosa (Guitarrista, 1923). Igualment cal remarcar el projecte col·lectiu realitzat a la plaça de Catalunya per a l'Exposició Internacional de 1929, en què van participar els millors escultors del moment.
També tingué especial rellevància en aquesta època el disseny, generalment lligat a l'estil art déco, que s'evidencia en obres produïdes en àmbits com el mobiliari, la joieria, el tapís, la ceràmica, el vitrall, etc.

### Avantguardisme

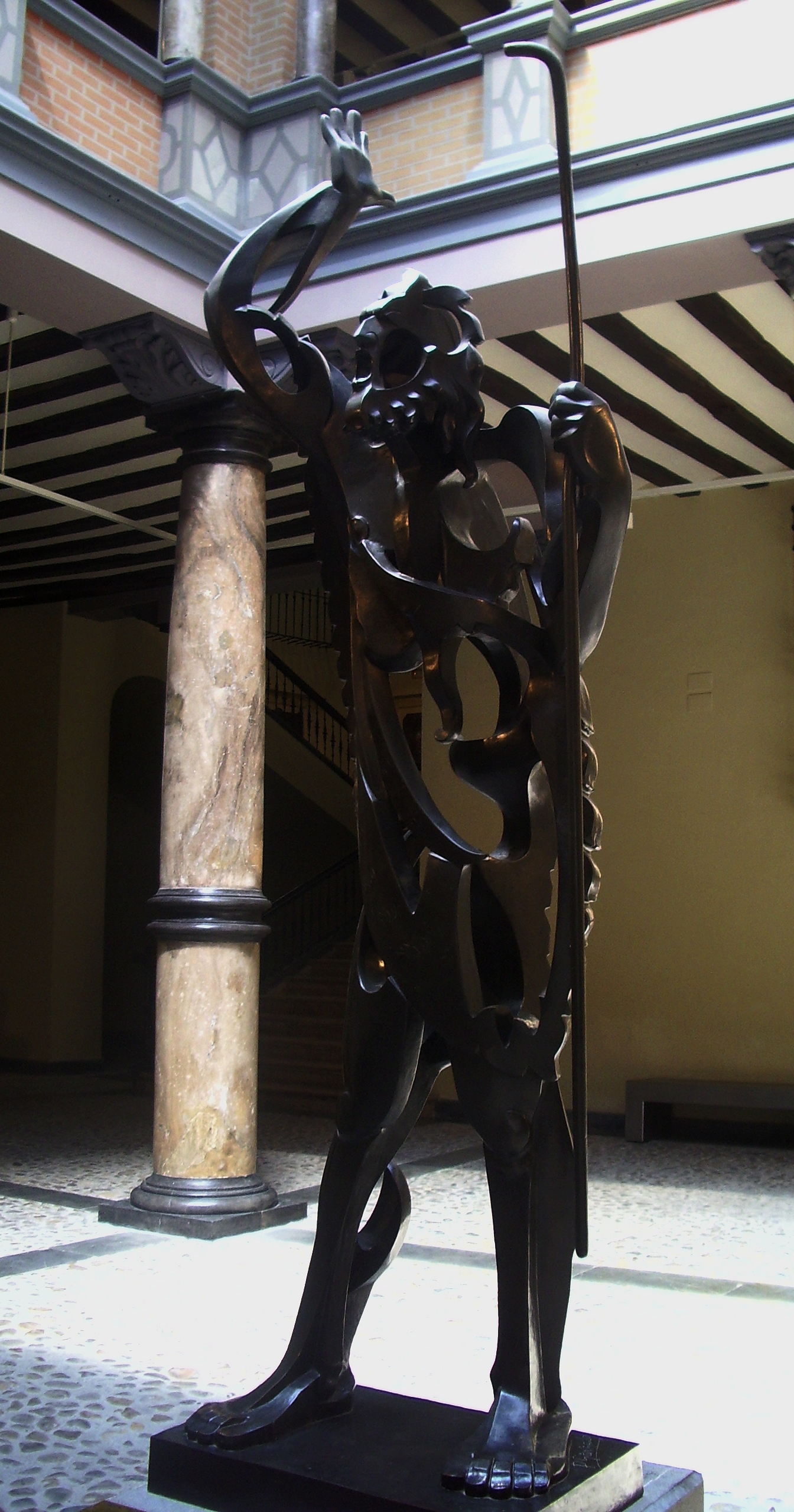
El profeta, de Pau Gargallo

Després d'una època de prosperitat entre la Primera Guerra Mundial i la Guerra Civil, en què Catalunya estava al corrent dels moviments artístics europeus, la postguerra fou una època de retrocés cultural. Malgrat això, l'art català connectà amb els diferents moviments denominats d'avantguarda, que suposen canvis radicals en la concepció de l'art, tant en l'àmbit teòric com tècnic o material. Els successius "ismes" avantguardistes (cubisme, futurisme, dadaisme, surrealisme, expressionisme, etc.) pretenen transformar la societat amb l'art, plantejant un projecte compromès amb la renovació cultural dels pobles. L'art abstracte suposà la pèrdua de la figuració, donant pas en la segona meitat de segle a tendències informalistes o immaterials.
Un primer i efímer intent de renovació del noucentisme va ser l'Agrupació Courbet, fundada a Barcelona el 1918 i dissolta el 1919. Reivindiquen com a mestre el pintor realista francès Gustave Courbet, del qual pretenen assolir la seva actitud revolucionària. Impulsada per Josep Llorens i Artigas i Josep Francesc Ràfols, figuraren noms com Joan Miró, Josep de Togores, Josep Obiols i Olga Sacharoff.
Quant a arquitectura, el 1929 sorgí a Barcelona el grup GATCPAC (Grup d'Artistes i Tècnics Catalans per al Progrés de l'Arquitectura Contemporània), amb voluntat renovadora i alliberadora del classicisme noucentista, així com la d'introduir a Espanya els nous corrents internacionals derivats del racionalisme. Lamentablement, la seva tasca quedà truncada amb l'esclat de la Guerra Civil. Destacà Josep Lluís Sert, deixeble de Le Corbusier, que inicià el racionalisme a Espanya; fou autor del pavelló de la República per a l'Exposició Universal de París de 1937, actualment reconstruït a Barcelona, que exhibí el Guernica de Picasso, així com el Dispensari Central Antituberculós (1934-1938, amb Josep Torres i Clavé) i la fundació Miró (1972).

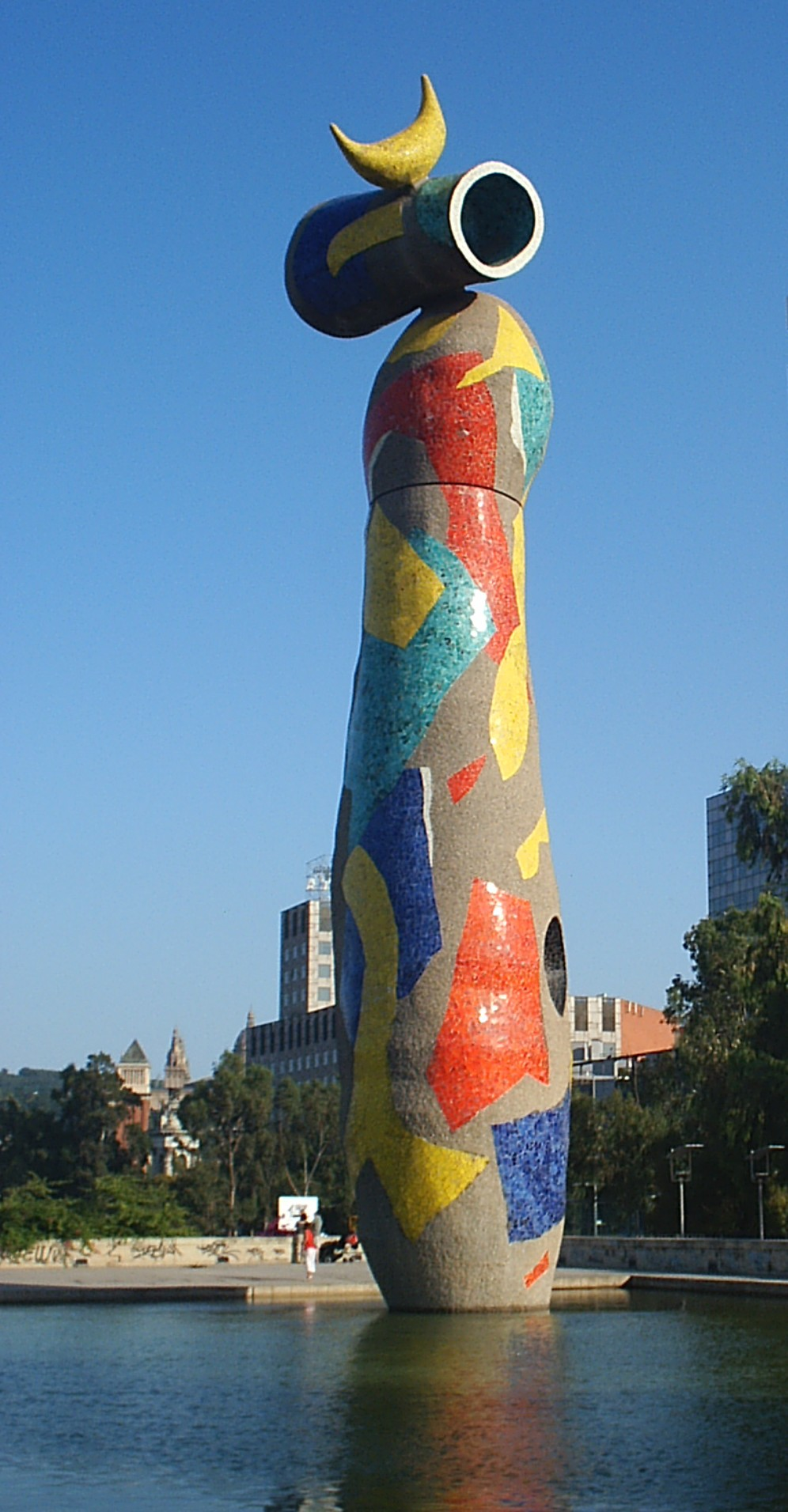
Dona i ocell, de Joan Miró

L'escultura entra plenament a l'avantguarda amb l'obra de dos artistes de renom internacional: Pau Gargallo, iniciat en el noucentisme, feu escultures metàl·liques, de fort expressionisme i un cert aire esquemàtic i primitivista (Gran Ballarina, 1929, El profeta, 1933); Juli González utilitzà el ferro soldat, apropant-se a formes quasi abstractes (Dona pentinant-se, 1932, L'home cactus, 1939).

### Surrealisme
Sorgit a França als anys 1920 com a proposta reivindicadora de la fantasia i el subconscient en la creació artística, a Catalunya dona dos grans noms: Salvador Dalí, representant del surrealisme figuratiu, i Joan Miró, adscrit a un surrealisme més abstracte. Dalí combinà una tècnica perfecta amb la recreació d'un món personal fantàstic i delirant, amb forta introspecció psicològica (La persistència de la memòria, 1931; L'Àngelus de Gal·la, 1935; Autoretrat tou, 1941), evolucionant després a un estil més realista d'influència religiosa i cientificista (Madonna de Port-Lligat, 1948; Leda atòmica, 1949). Miró creà un món màgic i oníric ple de petites figures, amb les quals busca un nou mètode per descompondre i analitzar la realitat, mostrant una nova relació entre els objectes i l'espai (Terra llaurada, 1924; Carnestoltes d'Arlequí, 1925; Natura morta amb sabata vella, 1937).
En escultura, a més d'obres dels mateixos Dalí i Miró, destacà l'activitat del grup ADLAN (Amics de l'Art Nou), fundat pel crític d'art Sebastià Gasch el 1932, que pretén renovar el llenguatge escultòric partint dels principis dadaistes i surrealistes, amb influència de l'escultor estatunidenc Alexander Calder. Destacaren entre les seves files Àngel Ferrant, Eudald Serra i Ramon Marinello.

### Dau al Set
Després de la guerra i de la consegüent crisi cultural derivada de l'exili de bona part dels artistes i de la repressió exercida per la dictadura franquista, a finals dels anys 1940 començà a ressorgir el panorama artístic català amb exposicions en galeries particulars i moviments culturals com el Cercle Maillol. Surt així una nova generació d'artistes joves, entre els quals destaquen el grup que formà Dau al Set, creat l'any 1948 al voltant de la revista que porta el mateix nom i que es publicà fins a 1956, per bé que el grup es pot considerar dissolt des del 1951. Estigué format per Antoni Tàpies, Modest Cuixart, Joan Brossa, Joan Josep Tharrats, Joan Ponç i Arnau Puig, els quals són els primers que connecten amb els corrents europeus, fent un art que evoluciona des d'un cert surrealisme màgic cap a l'informalisme més o menys abstracte, llevat dels casos de Joan Ponç, que restà tota la vida fidel a l'esperit inicial, i de Joan Brossa, l'obra del qual esdevingué interdisciplinària fins a abastar la literatura estricta, el teatre, el poema visual, el poema-objecte, el cartell, la instal·lació i el poema corpori.

### Informalisme

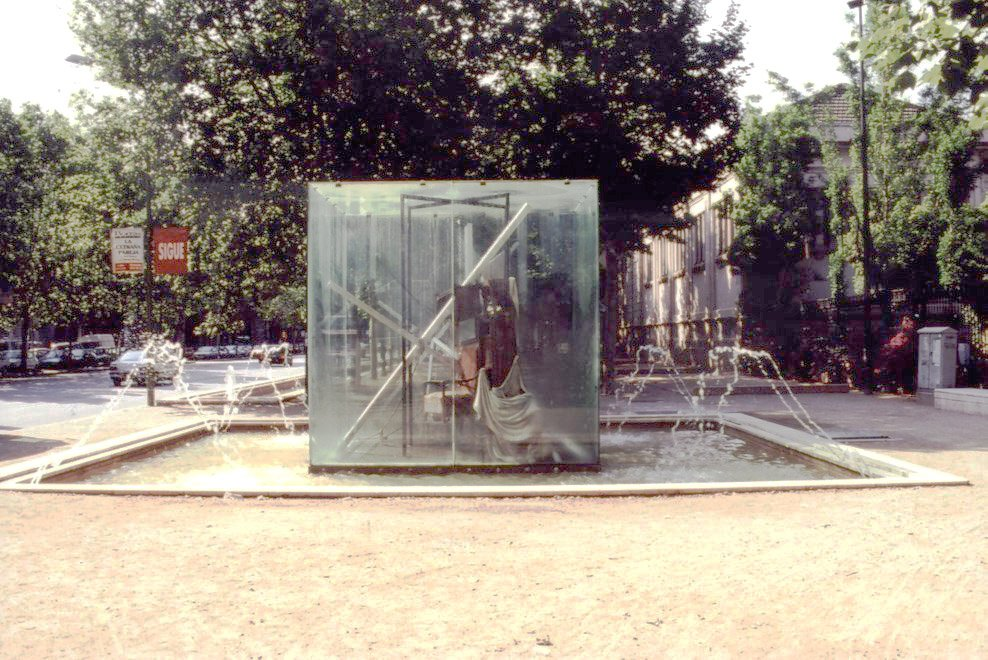
Homenatge a Picasso, d'Antoni Tàpies, al parc de la Ciutadella de Barcelona

Moviment de postguerra, suposà el rebuig de la forma per una millor llibertat conceptual i una nova connexió amb l'espectador, segons el concepte d'"obra oberta" formulat per Umberto Eco. Són obres generalment abstractes, en què destaca el color i el substrat material de l'obra. Destacà Antoni Tàpies, pintor de renom internacional i el primer gran renovador de l'art espanyol de postguerra, principal representant de la "pintura matèrica", autor d'una obra introspectiva i amb certa espiritualitat, amb petites figuracions simbòliques (Zoom, 1946; Collage de creus, 1947; Oval blanc, 1957). Modest Cuixart combinà la pintura matèrica amb la gestual, fent quadres en què barreja l'oli amb llimadures metàl·liques per donar lluentor a l'obra (Omorka, 1958). Josep Guinovart fa quadres de gran format, amb barreja de materials, de vegades transformats pel foc (Àvila, 1963; Crist de les glòries, 1968). Albert Ràfols Casamada s'adscriu al taquisme, amb quadres de grans superfícies llises, austeres, sense gairebé color (Homenatge a Schönberg, 1963). Joan Hernàndez Pijuan té un estil expressionista postcubista, amb forta càrrega social (Pintura, 1959).
L'escultura intenta recuperar l'esperit avantguardista anterior a la guerra, cercant formes d'expressió innovadores i experimentant amb nous materials. Un aglutinant dels artistes d'aquesta generació i centre difusor del nou estil serà el Saló d'Octubre, d'on sorgiran noms com Domènec Fita, Manuel Cusachs, Salvador Aulèstia, Moisès Villèlia, etc. També es dedicaren a l'escultura artistes com Antoni Tàpies, Leandre Cristòfol i Josep Guinovart.

### Art contemporani

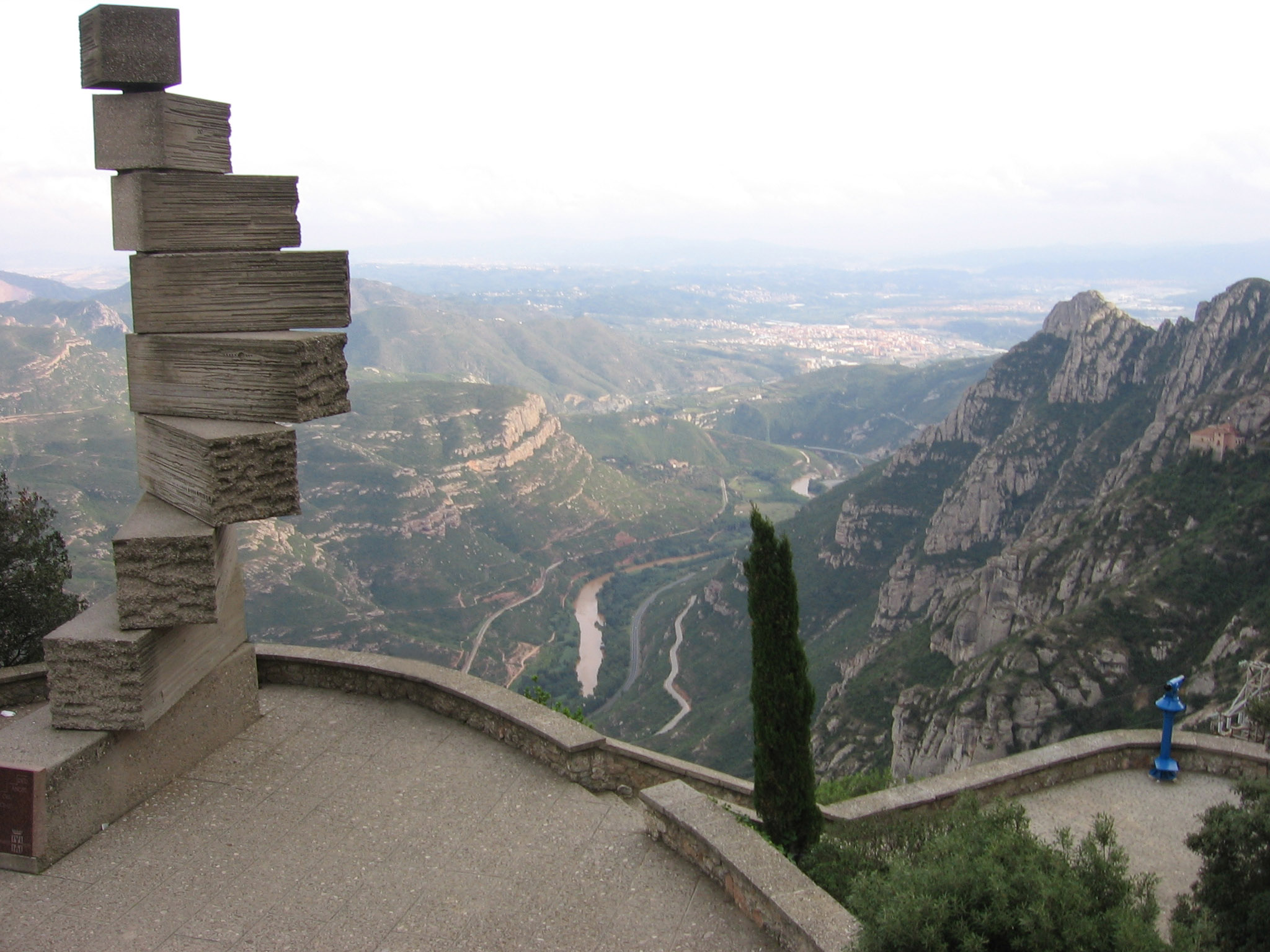
Monument a Ramon Llull, Montserrat, de Josep Maria Subirachs

La situació política a l'Espanya de la transició fa que el panorama artístic sigui diferent d'altres països; aquí no tenen gaire ressò moviments com el pop-art o l'hiperrealisme. Tan sols a partir dels anys 1980 comença una certa normalització, apareixent artistes que s'adscriuen a l'art conceptual de moda en aquells moments, com Francesc Abad o Jordi Benito, que fan accions i instal·lacions de forta càrrega reflexiva.
A partir dels anys 1980 surten les tendències postmodernes, reinterpretació d'estils anteriors que dona llibertat a l'artista per utilitzar qualsevol tècnica o estil i transformar-la de forma personal; un dels seus màxims exponents és Miquel Barceló, artista mallorquí arrelat a Barcelona (Big spanish dinner, 1985, L'estació de les pluges, 1990). Joan-Pere Viladecans fa una pintura personal, destacant pel suport en pasta de paper i els colors agressius (El contagi de la papallona, 1984). Ferran García Sevilla fa una pintura figurativa plena de signes, propera a l'art primitiu, amb gammes cromàtiques vives (Cent 18, 1987).
En escultura, el principal nom d'aquests últims anys és Josep Maria Subirachs: format en el noucentisme, evolucionà a un estil expressiu i esquemàtic per finalitzar en l'abstracció; és autor de la façana de la Passió de la Sagrada Família, el Monument a Ramon Llull a Montserrat (1976) i el Monument a Francesc Macià a la plaça de Catalunya de Barcelona (1991). El valencià Andreu Alfaro parteix de l'informalisme per evolucionar a un constructivisme geomètric inspirat en Antoine Pevsner (Camins de llibertat, 1963). Xavier Corberó, format a Londres, és autor d'obres de formes geomètriques i orgàniques properes al minimalisme (Piano, 1965). Susana Solano evoluciona des d'una escultura minimalista a una obra de grans dimensions i forta solidesa, reflectint una sensació de tancament que evidencia la fragilitat de l'existència (Mar de Galilea, 1986).

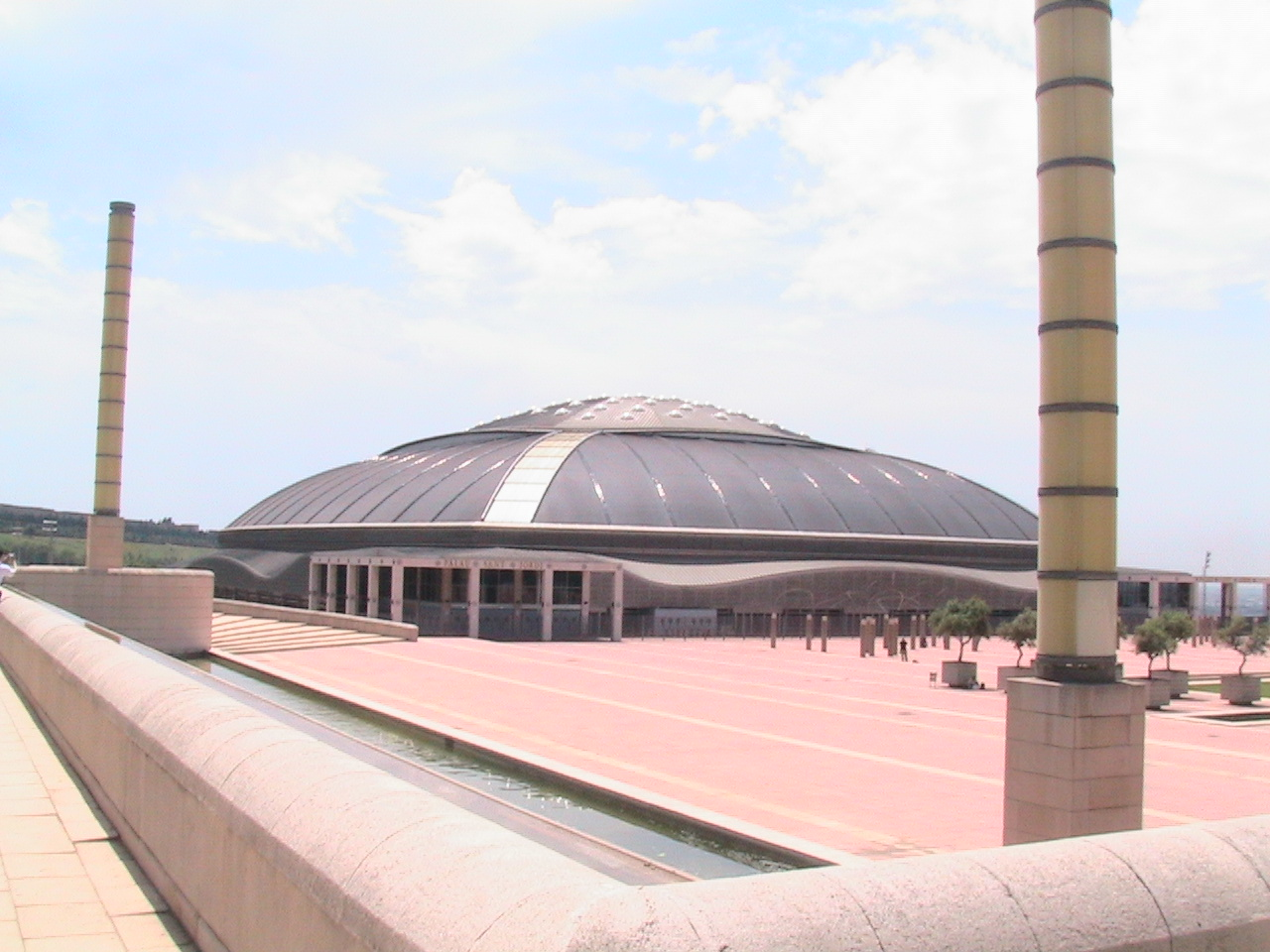
Palau Sant Jordi, d'Arata Isozaki, amb la instal·lació escultòrica "Canvi (Utsurohi)", d'Aiko Miyawaki al fons, just davant del palau.

Quant a l'arquitectura, als anys 1950, passada la crisi de postguerra, sorgí un nou intent de revitalització amb el Grup R, que sintetitza la tradició mediterrània catalana amb els corrents internacionals d'avantguarda. Entre els seus membres destacaren: Josep Antoni Coderch, amb una obra de caràcter mediterrani influenciada en l'arquitectura popular i en l'obra de l'arquitecte finlandès Alvar Aalto (edificis Trade, 1966-1969); Antoni de Moragas, autor de l'hotel Park (1950-1954); i Oriol Bohigas, autor de l'edifici d'habitatges del carrer Pallars (1955-1960, amb Josep Martorell).
Entre els anys 1960 i 1970 sorgí la denominada escola de Barcelona –segons la denominació proposada per Bohigas–, hereva del Grup R, que s'adscriu al neorealisme italià que triomfava aleshores a escala internacional, combinant un llenguatge constructiu racionalista amb l'ús de materials tradicionals, posant especial èmfasi en la funcionalitat i el disseny. En destaquen Frederic de Correa i Alfons Milà –que formaren equip–, autors de l'edifici Monitor (1969-1970); i Enric Tous i Josep Maria Fargas, autors de la Banca Catalana (1965-1968).
Durant els anys 1980, l'arquitectura s'adscriu a les noves tendències postmodernes, que destaquen per la lliure utilització dels llenguatges històrics, amb tendència a l'eclecticisme. Són exponents d'aquest corrent Ricard Bofill, autor del Teatre Nacional de Catalunya (1991-1996); i Òscar Tusquets (Banc d'Espanya a Girona, 1981-1983; caves Chandon a Sant Cugat Sesgarrigues, 1987-1990).
Una altra de les profundes transformacions de Barcelona esdevingué amb motiu dels jocs Olímpics de 1992, que suposà la remodelació de part de la muntanya de Montjuïc, on es construí l'Anella Olímpica, amb edificis com el palau Sant Jordi d'Arata Isozaki, les piscines Bernat Picornell, la torre de Comunicacions de Santiago Calatrava i la rehabilitació de l'estadi Olímpic Lluís Companys. També fou destacable la construcció de la Vila Olímpica del Poblenou, amb la construcció de dos grans gratacels, l'hotel Arts i la torre Mapfre. Finalment, cal destacar l'impuls donat a la zona de Diagonal Mar pel Fòrum Universal de les Cultures del 2004.